# القوة البرية العراقية
القوة البرية أهم وأكبر تشكيلات القوات المسلحة العراقية وقد تشكلت عام 1921 وكان أول فوج هو فوج الامام موسى الكاظم وشاركت القوة البرية في حرب 1941 وحرب فلسطين 1948 وحرب 1967 وحرب 1973 والتي كان لها دور في حماية دمشق من السقوط بيد إسرائيل وكانت الحرب العراقية - الإيرانية 1980-1988 ساحة العمليات الحقيقية للقوة البرية العراقية في هذه الحرب، وكان لها دور أساسي في الدخول إلى دولة الكويت واحتلالها 1990 وخوض معركة عاصفة الصحراء 1991 ضد قوات التحالف الدولي بقيادة الولايات المتحدة وحرب احتلال العراق 2003 وساهمت في الدفاع عنه رغم قلة الإمكانيات ورداءة الأسلحة المستعملة وقدمها.
تم إنشاء الجيش العراقي في شكله الحديث الأول من المملكة المتحدة خلال فترة ما بين الحربين العالميتين في وقت الانتداب البريطاني على العراق، وفي أعقاب غزو العراق عام 2003، أعيد بناء الجيش العراقي على أسس أمريكية وبكميات هائلة من المساعدات العسكرية الأمريكية على كل المستويات، وتكون الجيش من 14 فرقة عسكرية كاملة جميعها فرق مشاة ما عدا الفرقة التاسعة فهي (مشاة الي) وتتكون الفرقة الواحدة من أربعة الوية وعديد الفرقة الواحدة 14,000 الف مقاتل.
وبسبب التمرد العراقي الذي بدأ بعد فترة وجيزة من الغزو، فقد صمم الجيش العراقي ليكون قوة لمكافحة التمرد. مع الانسحاب الاميركي في كانون الأول 2011، فقد تولت القوات العراقية المسؤولية الكاملة عن الأمن.

## التاريخ
ادت مطالبة تركيا بضم شمال العراق (ولاية الموصل) سابقا باعتباره جزء من جمهورية تركيا، ببريطانيا إلى تشكيل الجيش العراقي في 6 كانون الثاني 1921. ونواته فوج الامام موسى الكاظم من الجنود والضباط العراقيين السابقين في الجيش العثماني، ومقره في الكاظمية. وقدمت المملكة المتحدة الدعم والتدريب للجيش العراقي والقوة الجوية العراقية من خلال بعثة عسكرية صغيرة مقرها في بغداد.

### الجيش الملكي العراقي
من 1533-1918، كان العراق تحت حكم الامبراطورية العثمانية، وخاض الحروب كجزء من الجيوش العثمانية. بعد عام 1917، سيطرت المملكة المتحدة على البلاد. وكانت أول قوة عسكرية عراقية أنشأها البريطانيون هي (قوات الليفي) من بضع وحدات وكانت مهمتها الاساسية حماية القواعد الجوية البريطانية.
في شهر أغسطس اب عام 1921، عينت بريطانيا الأمير الهاشمي فيصل كملك على العراق تحت الانتداب البريطاني باسم فيصل الأول وكانت فرنسا قد خلعت فيصل بالقوة من عرش سوريا. وبالتوازي عينت السلطات البريطانية حكومة محلية. وصاغ البريطانيون والعراقيون المعاهدة الأنجلو عراقية في سنة 1922 لتحديد العلاقة بين البلدين. مع صعود فيصل للعرش، أصبح الجيش العراقي يسمى الجيش العراقي الملكي (RIRA).
في عام 1922، كان عديد الجيش 3، 618 رجل. وكان هذا أقل بكثير من 6، 000 رجل الذين طالب بهم الملك فيصل الأول، وحتى أقل من الحد الذي وضعته بريطانيا وهو 4، 500 رجل. واعاقت الرواتب الضئيلة جهود التجنيد في وقت مبكر. في ذاك الوقت، واصلت المملكة المتحدة الاستعانة بقوات الليفي المحلية التي كانت تدار بواسطتها مباشرة وبلغ عديدها 4، 984 رجل، وهو ما يفوق العدد الذي سمحت بريطانيا للجيش العراقي بتجنيده وهو 4500 رجل.
في عام 1924، نمى الجيش الملكي العراقي إلى 5، 772 رجل، وبحلول العام التالي، بلغ عديده لي يصل 7، 500 رجل. وبقى على هذا العدد حتى العام 1933، وكان الجيش يتألف من ستة كتائب مشاة، وثلاثة أفواج فرسان، فوجين جبليين، وبطارية مدفعية واحدة.
في عام 1932، منحت ابريطانيا العراق الاستقلال الرسمي وفقا للمعاهدة الأنجلو عراقية المبرمة في العام 1930، والتي تضمنت انهاء الانتداب البريطاني على العراق مع شروط تلزم الحكومة العراقية بابقاء مستشارين بريطانيين لدى الحكومة العراقية وابقاءالقواعد العسكرية البريطانية في العراق، وان يقدم العراق المساعدة للمملكة المتحدة في زمن الحرب.
مع تحقيق الاستقلال في عام 1932، تصاعدت التوترات السياسية بسبب الوجود البريطاني في العراق، الحكومة العراقية والسياسين العراقيين انقسموا إلى قسمين الأول موالي لبريطانيا والاخر معادي لها. ومثل الفصيل الموالي لبريطانيا سياسيين من امثال نوري السعيد الذي لم يعارض استمرار الوجود البريطاني. ومثل الحركة المعادية لبريطانيا سياسيين من امثال رشيد علي الكيلاني الذي طالب بازالة النفوذ البريطاني من البلاد.
بين الاعوام 1936-1941، وقعت خمسة انقلابات نفذها ضباط في الجيش بعدل انقلاب واحد في السنة للضغط على الحكومات المتعاقبة لتحقيق مطالب العسكر.
في أوائل نيسان عام 1941، خلال الحرب العالمية الثانية، قاد رشيد عالي الكيلاني والضباط المعادين لبريطانيا «المربع الذهبي» انقلابا ضد الحكومة القائمة انذاك برئاسة رئيس الوزراء طه الهاشمي الذي استقال وتولى رشيد عالي الكيلاني مكانه رئيسا للوزراء. كما أعلن رشيد عالي الكيلاني نفسه رئيسا ل «حكومة الدفاع الوطني». لم يطح رشيد عالي الكيلاني بالنظام الملكي، لكنه خلع الوصي على العرش عبد الاله وعين الشريف شرف وصيا بدلا منه. كما حاول تقييد الحقوق البريطانية التي منحت لهم بموجب معاهدة 1930.
في 30 نيسان حاصر الجيش العراقي قاعدة الحبانية الجوية البريطانية وطالب موفد الحكومة العراقية القوات البريطانية بعدم التحرك خارج القاعدة وعدم اقلاع أو هبوط أي طائرة. رفضت القوات البريطانية الطلب وطالبت من جهتها بسحب القوات العراقية من حول القاعدة فورا. وبنفس الوقت نزلت قوات بريطانية في البصرة وطالبت الحكومة العراقية مغادرة هذه القوات باسرع وقت.
في الساعة الخامسة فجرا من 2 مايو 1941، اندلعت الحرب الأنجلو عراقية من بين البريطانيين وحكومة رشيد عالي الكيلاني الجديدة عندما شنت القوات البريطانية في الحبانية الضربات الجوية ضد العراقيين. في هذا الوقت زاد الجيش بشكل ملحوظ. إذ زاد عدده إلى أربعة فرق مشاة من 60، 000 رجل. بكامل عدتهم، وكل فرقة تنقسم إلى ثلاثة ألوية. وكانت الفرقتان الأولى والثالثة متمركزة في بغداد. إضافة إلى اللواء الميكانيكي المستقلة الذي تكون تتألف من سرية دبابات خفيفة، وسرية سيارات مدرعة، وكتيبتين مشاة «ميكانيكية» بمدرعات، وسرية رشاشات ثقيلة، ولواء مدفعية «ميكانيكية». وكانت الفرقة الثانية العراقية تتموضع في في كركوك، وكانت الفرقة الرابعة تتموضع في مدينة الديوانية، على خط السكك الحديدية الرئيسي من بغداد إلى البصرة.
استمر القتال بين البريطانيين والعراقيين ا 2 مايو ايار حتى 30 مايو ايار 1941. ارسلت الحكومة الألمانية وحدة طيران، Fliegerführer IRAK، وارسلت إيطاليا مساعدات محدودة، ولكن كلا المساعدتين كانتا غير كافيتين ومتاخرتين. في النهاية، زحف البريطانيون نحو بغداد وهرب رشيد علي الكيلاني.
بعد انتهاء الحرب الأنجلو-عراقية، عاد نوري السعيد رئيسا للوزراء وسيطر على السياسة العراقية حتى الإطاحة بالنظام الملكي واغتياله في عام 1958. انتهج نوري السعيد سياسة موالية للغرب إلى حد كبير خلال هذه الفترة. لم يحل الجيش. بل حافظ عليه خشية التعرض لغزو ألماني من جنوب روسيا. غادرت القوات البريطانية أواخر 1940.

#### حرب 1948 بين العرب وإسرائيل
في الحرب العربية الإسرائيلية عام 1948، بلغ عديد الجيش العراقي المشترك في حرب فلسطين من (15000 إلى 18000)رجل. موزعين على اثنتي عشرة لواء إضافة إلى 100 طائرة، ومعظمها بريطانية الصنع. في البداية ارسلت الحكومة العراقية حوالي 3، 000 رجل إلى الحرب موزعين على أربعة ألوية مشاة، كتيبة مدرعة واحدة. وكانت هذه القوات تعمل تحت إشراف أردني وخلال الهدنة الأولى زاد عديد القوة العراقية المشتركة بالحرب إلى حوالي 10، 000 رجل. وفي نهاية الحرب، بلغت القوات العراقية من 15، 000 إلى 18، 000 رجل.
وصلت أول القوات العراقية ليتم نشرهم الأردن في نيسان 1948 تحت قيادة الجنرال نور الدين محمود. يوم 15 مايو ايار، حيث بنى المهندسون العراقيون جسر عائم عبر نهر الأردن وهاجم الجيش العراقي مستوطنة غيشر دون نجاح يذكر. بعد هذه الهزيمة تحركت القوات العراقية في المثلث الاستراتيجي نابلس - جنين - طولكرم، حيث عانت خسائر فادحة في الهجوم الإسرائيلي على جنين الذي بدأ يوم 3 يونيو، لكنها تمكنت من الإبقاء على مواقعها. المشاركة العراقية الفعالة في الحرب انتهت فعليا عند هذه النقطة.
في مايو ايار 1955 انسحبت القوات البريطانية من العراق. اعلنت السلطات العراقية خلال المفاوضات انها ستشكل لواء مشاة آلية، ومقره في قاعدة سلاح الجو الملكي البريطاني في الحبانية.

### إعلان الجمهورية
استمر الحكم الملكي الهاشمي في العراق حتى العام 1958، عندما أطاح به انقلاب عسكري من قبل الجيش العراقي، والمعروف باسم ثورة 14 تموز. حيث قتل الملك فيصل الثاني ملك العراق ومعظم افراد الاسرة الملكية. قاد الانقلاب عبد الكريم قاسم الذي أعلن انسحاب العراق من حلف بغداد، وأسس علاقات ودية مع الاتحاد السوفياتي.
عندما نأى عبد الكريم قاسم بنفسه عن جمال عبد الناصر، واجه معارضة متزايدة من الضباط الموالين لمصر في الجيش العراقي، ومنهم `عبد السلام عارف، الذي أراد توثيق التعاون مع مصر، وبسبب ذلك جرد من مسؤولياته والقي به في السجن. وعندما تمردت حامية الموصل ضد سياسات قاسم، سمح للزعيم الكردي بارزاني بالعودة من منفاه في الاتحاد السوفياتي ليساعد في قمع المتمردين القوميين الموالين لناصر.
إنشاء عبد الكريم قاسم فرقة المشاة الميكانيكية الخامسة، وفي يوم 6 يناير كانون الثاني عام 1959، (يوم الجيش). رقي عبد الكريم قاسم إلى رتبة جنرال أي لواء.
في عام 1961 تحشدت القوات العراقية بالقرب من الحدود مع الكويت، واقترن التحشيد مع ادعائات عراقية بعائدية الكويت للعراق، مما أدى إلى أزمة، مع بريطانيا التي نشرت قوات برية وبحرية وجوية في الكويت لفترة من الوقت. وفي عام 1961، حصلت الكويت على استقلالها من بريطانيا، وفي أكتوبر تشرين الأول عام 1963 (بعد الإطاحة بعبد الكريم قاسم في 8 شباط من نفس العام)، اعترف العراق بسيادة الكويت.
ي شباط 1963 قتل الزعيم عبد الكريم قاسم بانقلاب دبره ضده عبد السلام عارف بالتعون مع احمد حسن البكر والبعثين وفي تشرين الأول من نفس العام قاد عبد السلاع عارف انقلابا اخر اطاح به باحمد حسن البكر والبعثين، وفي 13 نيسان أبريل 1966 توفي الرئيس عبد السلام عارف بتحطم طائرة مروحية وخلفه اخيه اللواء عبد الرحمن عارف. وفي عام 1968 عاد حزب البعث للسلطة بانقلاب 17 تموز واصبح احمد حسن البكر رئيسا للجمهورية ورئيسا لمجلس قيادة الثورة.

### حرب الأيام الستة
خلال حرب الأيام الستة، تم نشر الفرقة المدرعة الثالثة العراقية في شرق الأردن. باغت الهجوم الإسرائيلي على القدس الشرقية والضفة الغربية القوات العراقية والأردنية حتى انها لم تصل إلى نهر الأردن قبل اعلان الأردن قبوله وقف اطلاق النار الغربية الأردن. نهر الأردن الضفة الغربية. قتل خلال الحملة الأردنية عشرة جنود عراقيين وأصيب 30 اخرين في معارك القدس وبعض مناطق الضفة الغربية.
كان البارزاني والأكراد الذين بدأوا تمردا مسلحا عام 1961 لا يزالون يسببون المشاكل حتى العام 1969. وطلبت الحكومة العراقية ائنذاك من نائب رئيس مجلس قيادة الثورة صدام حسين التفوض مع الاكراد لإيجاد حل.وكان من الواضح أنه من المستحيل هزيمة الأكراد بالوسائل العسكرية وفي العام 1970 تم التوصل إلى اتفاق سياسي بين المتمردين والحكومة العراقية.
بعد الهزيمة العربية في عام 1967، أصبح الأردن مرتعا للنشاط الفلسطيني. خلال هذا الوقت حاولت عناصر منظمة التحرير الفلسطينية اقامة دولة فلسطينية في الأردن مما حدا بالأردن استخدام القوة ضد الفلسطين وإخراج منظمة التحرير من الأردن إلى لبنان بما عرف بأحداث أيلول.

## حرب تشرين 1973
وفي حرب أكتوبر تشرين 1973 أرسلت العراق قوة من 60، 000 رجل إلى الجبهة السورية. وكانت القوة متوزعة على الفرقة المدرعة الثالثة والفرقة المدرعة السادسة، إضافة إلى اثنين من ألوية المشاة، واثني عشر كتيبة مدفعية، لواء قوات خاصة، ويقول بولاك، «مما لا شك فيه انهاأفضل تشكيلات الجيش العراقي». (بولاك ص 167) ولكن خلال عملياتها في هضبة الجولان، كان أدائهم فظيعا في كل الفعاليات العسكرية. وكانت الاستخبارات العسكرية، روح المبادرة، والعمل المستقل لدى الوحدات الصغيرة يكاد يكون معدوما.
بعد الحرب، بدأ العراق بناء قواته العسكرية حيث تضاعف اعداد الجنود في الخدمة الفعلية إلى الضعف، كذلك الحال مع الفرق التي تضاعفت من 6 إلى 12 منها اربع فرق مدرعة واثنين مشاة الية. (بولاك ص 182)

### الحرب بين إيران والعراق
بعد اندلاع الحرب العراقية الإيرانية بدأ صدام حسين بناء قوة عسكرية لمحاربة إيران فبعد اندلاع الحرب بين العراق وإيران تضاعف حجم الجيش العراقي ففي عام 1981، بلغ عديد الجيش العراقي 200، 000 جندي في 12 فرقة و 3 ألوية مستقلة، بينما بلغ عام 1985 500، 000 رجل في 23 فرقة وتسعة ألوية. تم إنشاء فرق جديدة لأول مرة في العام 1981 عندما تم تحويل فرق حرس الحدود الحادية عشر والثانية عشر إلى فرق مشاة وتشكلت فرقة المشاة 14. ومع ذلك، فإن الزيادة في عدد الفرق مضللة، لأنه تم التخلي عن معايير تقسيم الفرق وعدد الالوية الدائمة في كل فرقة.
كبدت الحرب الطرفين المتحاربين خسائر فادحة بالارواح إضافة إلى الاضرار الاقتصادية الجسيمة ويقدر عدد قتلى الطرفين بنصف مليون قتيل من الجنود والمدنيين وعدد أكبر من الجرحى ولم تؤدي الحرب إلى تغير في الحدود بين البلدين. وتقارن الحرب العراقية الإيرانية عموما بالحرب العالمية الأولى من حيث التقنيات المستخدمة مثل حرب الخنادق، استخدام المدافع الرشاشة، الاشتباك القريب بالحراب، استخدام الاسلاك الشائكة حول الخنادق، الأرض الحرام، اسلوب الموجات البشرية، واستخدام الاسلحة الكيميائية بكثافة من قبل الجانب العراقي ضد الجيش والمدنيين الإيرانيين إضافة إلى المدنيين الاكراد.

### غزو الكويتوأم المعارك
عشية غزو الكويت والتي أدت إلى أم المعارك عام 1991، قدر عديد الجيش العراقي بمليون رجل (موزعين على 56 فرقة مقسمة إلى 47 فرقة مشاة وتسع فرق مدرعة وميكانيكية وتتجمع الفرق في فيالق يبلغ عددها سبعة.
إضافة إلى 12 فرقة من الحرس الجمهوري العراقي. كانت وسائل الاعلام الغربية في ذاك الوقت تقدر عديد القوات العراقية بين 450,000 إلى 600,000 جندي لكن معظم الخبراء اليوم يعتقدون ان حجم ونوعية القوات العراقية مبالغ فيه إلى حد كبير ومعظم الجنود العراقيين مجندين شباب يفتقرون للتدريب إضافة إلى ان صدام حسين لم يكن يثق بجيشه وكان يستخدم الجيش الشعبي كقوة موازنة للجيش العراقي.

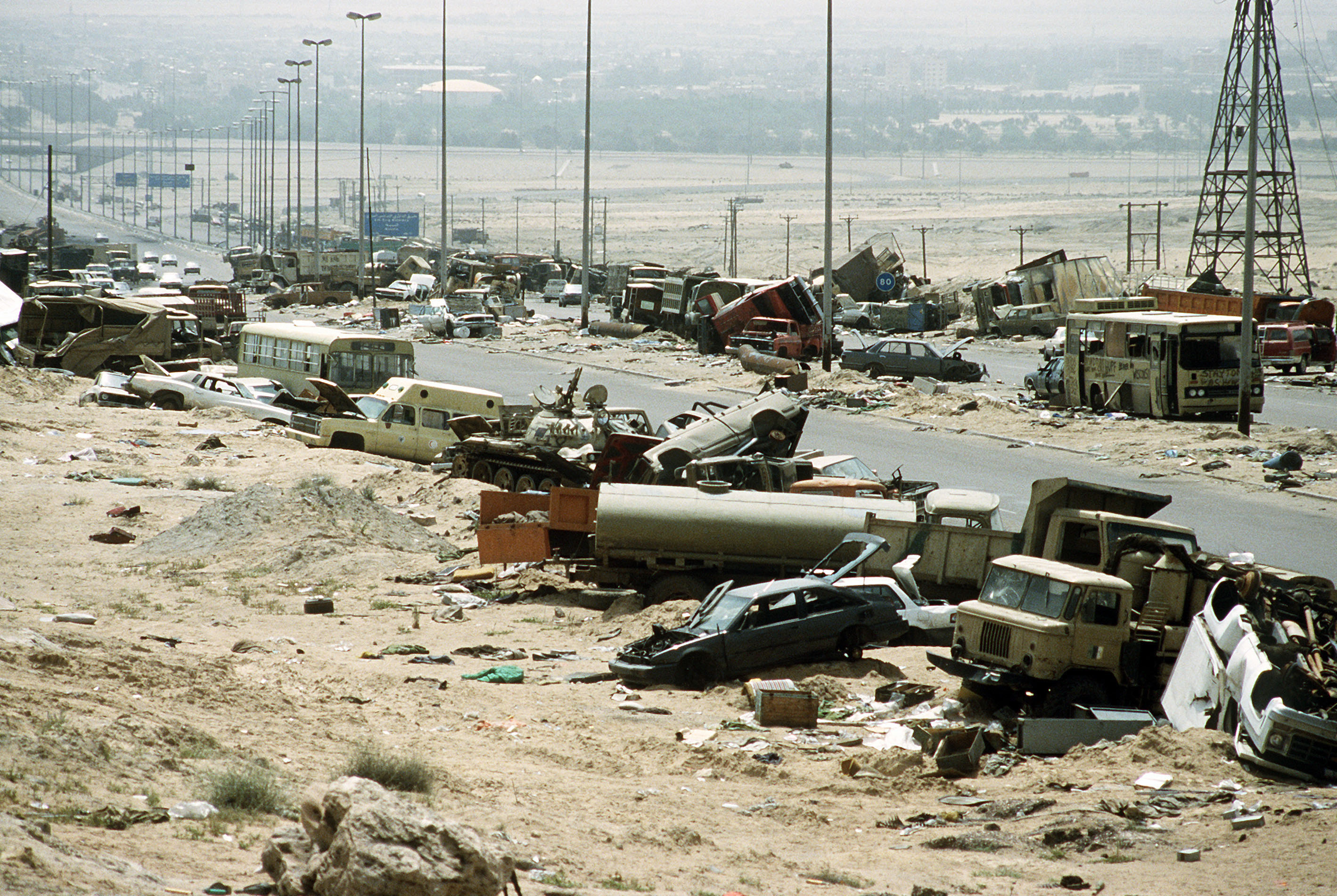
السيارات العراقية المدمرة على الطريق السريع طريق الموت يوم 18 أبريل 1991.

بسبب التأييد الواسع للعراق خلال الحرب بين إيران والعراق حصل العراق على اسلحة من جميع الدول المصدرة للسلاح في العالم مما ادى إلى عدم تجانس قطعات الجيش وافتقارها إلى المعايير الموحدة كما عانى الجيش من سوء التدريب وهبوط الروح المعنوية.
وكانت معظم الدبابات العراقية من طرازات صينية قديمة مثل اس 59 , اس 69، والدبابات السوفيتية الصنع تي 55 اس التي تعود طرازاتها إلى عقود الخمسنات والستينات وبعض الدبابات كانت من طراز تي 72 .ولم تكن هذه الدبابات مزودة بالمعدات الحديثة مثل اجهزة التصويب الحراري أو اجهزة تحديد المدى الليزرية، وفعاليتها القتالية في القتال الحديث محدودة جدا.
ولم تستطع الدبابات العراقية مواجهة الدبابات الأمريكية والبريطانية من طراز ابرامز وتشالنجر حيث كانت دبابات الحلفاء تستطيع اصابة وتدمير الدبابات العراقية من مدى يصل إلى ثلاث اضعاف المدى الفعال للدبابات العراقية. ضافة لذلك استخدمت طواقم الدبابات العراقية قذائف خارقة للدروع قديمة مصنوعة من الصلب لمواجهة الدروع الأمريكية والبريطانية من نوع (chobham armour)ولم يستخدم العراقيون حرب المدن بالقتال داخل مدينة الكويت وما يوفره هذا النوع من الحروب من مزايا تسمح للقوات العراقية بانزال الخسائر بصفوف العدو.
حاول الجيش العراقي تطبيق العقيدة العسكرية السوفيتية في هذه الحرب لكنه فشل بسبب نقص مهارة قادته إضافة إلى الغارات الجوية المكثفة من قبل قوات التحالف على مراكز الاتصالات ومقرات القيادة.
ولا يعرف لحد الآن خسائر الجيش العراقي بالتحديد في هذه الحرب لكن اخر الابحاث اشارت إلى خسارة العراق 3,664 مدني إضافة إلى مابين 20 الف إلى 26 الف عسكري قتيل وحوالي 75 الف جريح.

### خلال عقد التسعينات
يقدر المعهد الدولي للدراسات الاستراتيجية  (IISS) قوة الجيش العراقي بعد أم المعارك مباشرة ب 6 فرق مدرعة وميكانيكية، 23 فرقة مشاة،8 فرق حرس جمهوري، 4 فرق ححرس جمهوري مخصصة لمهام الأمن الداخلي ، ومنذ تموز 1992 قاتل عشرة الاف جندي من خمس فرق مختلفة المقاتلين المعارضين في اهوار جنوب العراق.
وقدر معهد الدراساسات الاستراتيجية بنية الجيش العراقي ب سبعة فيالق، ستة فرق مدرعة وميكانيكية،12 فرقة مشاة، 6 فرق حرس جمهوري، 4 الوية حرس جمهوري خاص، 10 الوية كوماندوز، لوائين قوات خاصة. وقدرت مجموع هذه القوة ب 350,000 عنصر من ظمنهم 100,000 عنصر احتياطي قريب.

### معركة الحواسم 2003
في الأيام التي سبقت غزو العراق عام 2003 وحرب العراق كان الجيش العراقي يتألف من 375، 000 جندي، نظمت في خمسة قيالق. مقسمة إلى 11 فرق مشاة، 3 فرق مشاة الية و 3 فرق مدرعة. اضاقة إلى قوات الحرس الجمهوري التي يتراوح تعدادها ما بين 50، 000 و 60، 000 جندي (على الرغم من بعض المصادر تشير إلى وجود قوة تصل إلى 80، 000 جندي).
وتمركزت القوات العراقية في المواضع الاتية:-
- الفيلق الأول قرب كركوك ويتألف من فرقة المشاة الميكانيكية الخامسة وفرق المشاة الثانية والثامنة والثامنة والثلاثين.
- الفيق الثاني قرب ديالى وويتألف من الفرقة المدرعة الثالثة وفرق المشاة 15 و 34 .
- الفيلق الثالث قرب الناصرية ويتألف من الفرقة المدرعة السادسة والفرقة الميكانيكية 51 وفرقة المشاة 11 .
- الفيلق الرابع قرب العمارة ويتألف من الفرقة المدرعة العاشرة وفرق المشاة 14 و18 .
- الفيلق الخامس قرب الموصل ويتألف من الفرقة الالية الأولى وفرق المشاة 4 و7 و16 .
- قوة الصحراء وتتألف من فرقة مشاة الية وتتمركز غرب العراق.

وخلال الحرب خسر الجيش العراقي عدة معارك في الشمال وفي الناصرية وفي بغداد. وحل الجيش العراقي بأمر سلطة الأئتلاف المؤقت رقم 2 الذي اصدره الحاكم المدني بول بريمر في 23 ايار 2003 .

## عمليات الجيش العراقي عام 2008

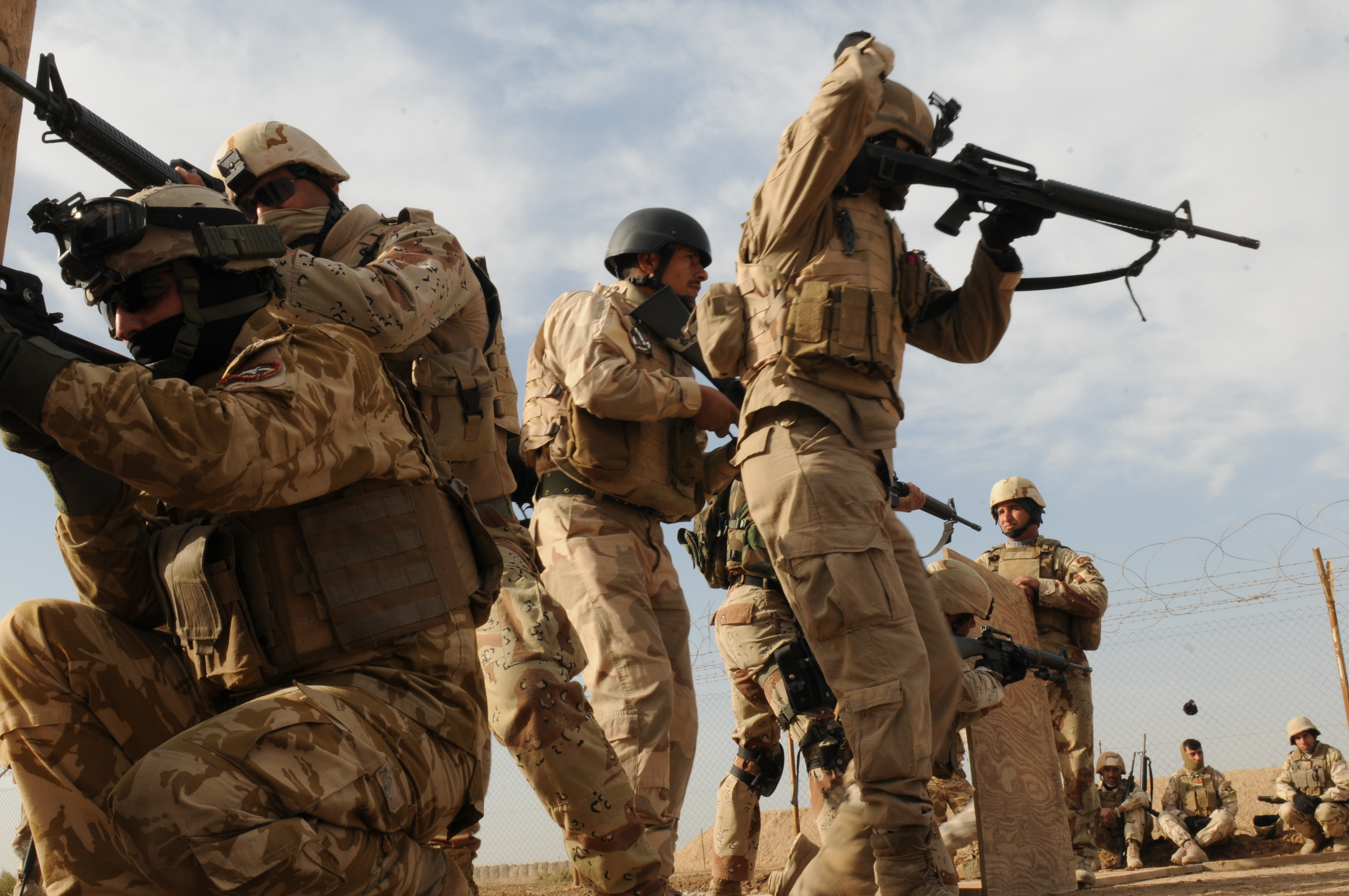
مغاوير الجيش العراقي أثناء التدريب في 2010.

في 25 آذار 2008أطلق الجيش العراقي حملته الأولى المنفردة وسماها (عملية صولة الفرسان) في محافظة البصرة.وتلقى الجيش العراقي الدعم الجوي واللوجستي فقط من قوات التحالف.
في نيسان وحزيران 2008 تحرك لوائين من الفرقة الحادية عشر التابعة للجيش العراقي مدعومة بالقوات الأمريكية إلى مدينة الصدر لوقف هجمات الصواريخ وقذائف الهاون على القواعد الأمريكية والمنطقة الخضراء. وبعد شهر من الحصار والمعارك المستمرة وافق جيش المهدي على دخول الجيش العراقي إلى داخل المدينة وتمركزهم فيها.
وفي 20 آيار تحركت قوة من اللواء الثالث الرد السريع ولواء من الفرقة التاسعة إلى القسم الشمالي من مدينة الصدر وبدأ عملية الأنتشار هناك.
في شهر آيار من نفس العام أطلق الجيش العراقي عملية (زئير الأسد) وسميت فيما بعد (عملية أم الربيعين) لتطهير مدينة الموصل والمناطق المحيطة بها في محافظة نينوى.
وابرم العراق صفقة مع الجانب الأمريكي لاستبدال رشاشة الكلاشنكوف برشاشة بندقية إم 16 .
في حزيران 2008 حرك الجيش العراقي جنوده إلى محافظة ميسان، بعد انقضاء مدة عفو (أستمر لاربع أيام)عن المسلحين لقاء تسليم أسلحتهم.
وكان الجيش العراقي يفتقر إلى الإستخبارات العسكرية الفعالة وكان يعتمد بصورة كبيرة على ماتمده اياه قوات التحالف في معظم عملياته. كما عانى من خدمات الدعم الحيوية مثل النقل، الإعلام، الخدمات الطبية.
في تلك الفترة عانت القوة البرية العراقية من مشكلتين أساسيتين هما تغلغل المسلحين في صفوف الجيش ونقص جهود الاستشارة الأمريكية. حاول الجيش العراقي الجديد اقصاء عناصر النظام السابق من الأمن، المخابرات، الحرس الجمهوري الخاص، كبار قادة حزب البعث السابق. على أي حال هذه الجهود لم تنجح بالكامل حيث من المعروف إن الجيش العراقي مخترق من مجموعات متمردة متعددة ابتدائاً من المليشيات المرتبطة بإيران أنتهائاً بجماعات القاعدة والمنضمات الإرهابية المرتبطة بها أو المتحالفة معها.وهذا ادى إلى نشر وفضح الكثير من الاسرار العسكرية وتنفيذ الجنود العراقيين هجمات ضد القوات الأمريكية (وربما ابرز الامثلة على ذلك هو الهجوم الانتحاري الذي وقع في قاعدة للجيش المريكي قرب الموصل في كانون الأول 2004 واسفر عن مقتل 20 شخصاً بينهم 13 جندي أمريكي ومنفذ العملية هو جندي عراقي فجر نفسه في مطعم القاعدة)).

## معارك 2014

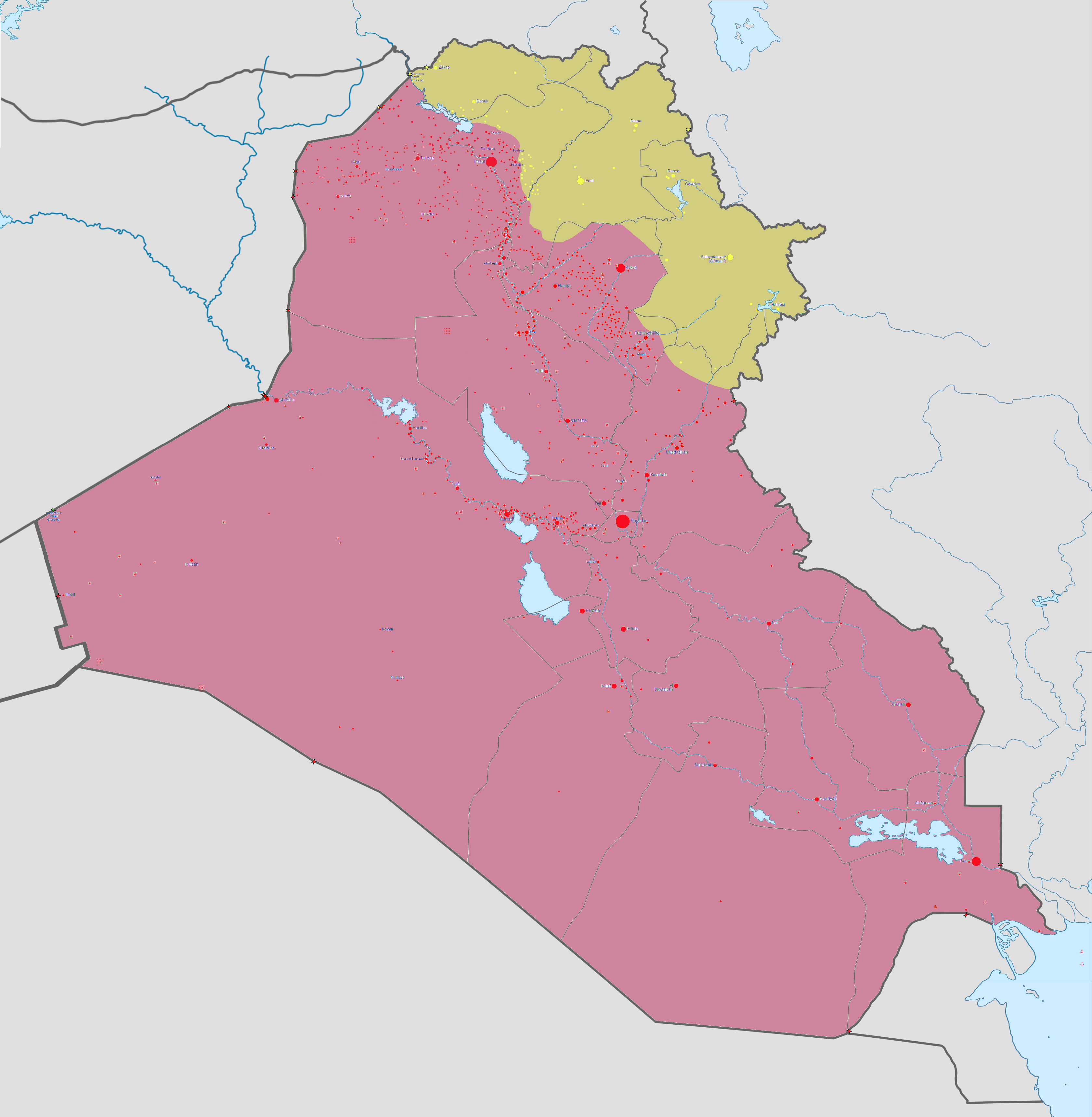
الحالة في العراق بنوفمبر 2016 م، اللون الرصاصي سيطرة المسلحين، اللون الأحمر سيطرة الحكومة العراقية، اللون الأصفر سيطرة البشمركة

### محافظة الأنبار
- مقتل اللواء محمد الكروي قائد الفرقة السابعة خلال عملية عسكرية في وادي حوران غرب الأنبار.[12]
- بدأت اشتباكات في محافظة الأنبار في 30 كانون الأول 2013 بعد أن قامت قوات الأمن بفض اعتصام الأنبار [13] هي امتداد للاحتجاجات في وسط وشمال العراق والتي انطلقت منذ شهر كانون الأول 2012. قامت جماعات مسلحة قبلية بتوجيه سلاحها ضد الجيش العراقي. بعد انسحاب الجيش من محافظة الأنبار في 31كانون الأول ديسمبر لتهدئة الأوضاع، قام تنظيم الدولة الإسلامية في العراق والشام باحتلال مدينة الفلوجة وأجزاء من مدينة الرمادي الواقعتين في محافظة الأنبار. هذا الاحتلال دفع بعض العشائر إلى التحالف مع قوات الحكومة لإزاحة قوات داعش.

بعد فض الاعتصام أمر رئيس الوزراء نوري المالكي قوات الجيش بالانسحاب من مدن الأنبار وتسليم إدارتها إلى الشرطة المحلية والاتحادية، وأشار بيان صادر عن مكتبه إلى متابعة عمليات الجيش ضد «أوكار القاعدة» في صحراء الأنبار. وقال إن فض الاعتصام جاء استجابة لما قال أنه «كثرة المناشدات من شيوخ العشائر ورجال الدين والحكومة المحلية التي وصلت حد الاستغاثة».
في 6 كانون الثاني يناير أقال رئيس الوزراء قائد شرطة محافظة الأنبار اللواء هادي رزيج كسار وعين محله اللواء إسماعيل المحلاوي.
في 6 ينايركانون الثاني، وجه نوري المالكي نداءً إلى سكان الفلوجة في بيان قصير، طالب فيه «أهالي الفلوجة وعشائرها بطرد الإرهابيين من المدينة حتى لا تتعرض أحياؤها إلى أخطار المواجهات المسلحة».
- هجوم تنظيم الدولة الإسلامية على مناطق غرب الأنبار حيث بدأ الهجوم من داخل الأراضي السورية على مدينة القائم الحدودية وأنتهى بانسحاب القوات العراقية من جيش وشرطة إتحادية وحرس حدود وسقوط مدن غرب الأنبار (القائم، عانة، راوة) بيد تنظيم الدولة الإسلامية.

وتقهقرت القوات العراقية إلى مدينة حديثة للدفاع عن المنشأت الحيوية فيها مثل سد حديثة (وهو ثاني أكبر السدود في العراق) ومحطة توليد الكهرباء وأستفادت القوات العراقية من دعم العشائر المحلية في حديثة وخصوصاً عشيرة الجغيفات وعشيرة البو عبيد.
- مقتل قائد الفرقة السادسة اللواء الركن نجم عبد الله علي أثناء معارك في منطقة شرق الكرمة وهو ثاني قائد فرقة يُقتل في الأنبار.[17]

### مدينة سامراء
في 5 حزيران يونية 2014 هاجمت قوات الدولة الإسلامية مدينة سامراء واحتلت جزء منها. بدأ الهجوم بتفجير مسلحي الدولة الإسلامية مركز شرطة جنوب المدينة ليلاً وقتل عدد من رجال شرطة. قبل إن تتقدم برتل من سيارات الدفع الرباعي وتغير على نقاط التفتيش على طول الطريق. ودخلت المدينة من الشرق والغرب واحتلت مبنى قائممقامية سامراء لبعض الوقت.
وصل المسلحون على بعد 2 كلم من الروضة العسكرية التي كانت مؤمنة بثلاث أحزمة أمنية. أرسلت الحكومة تعزيزات عاجلة إلى سامراء من بغداد وأستعادت القوات العراقية السيطرة على الموقف ودفعت مسلحي الدولة الإسلامية خارج المدينة.أسفر الهجوم عن مقتل 12 رجل شرطة وعدد من المدنيين . بينما ذكر مصدر عسكري أن 80 مسلحاً قد قتلوا.

### محافظة نينوى
في العاشر من يونيو/حزيران تمكنت داعش من السيطرة على مدينة الموصل وعلى المنشئات الحيوية في المدينة من أهمها مبنى محافظة نينوى، مقر قيادة عمليات نينوى، مقر الفرقة الثانية (والذي كان يحوي مخازن أسلحة كبيرة), معسكر الغزلاني (الذي كان مخزناً كبيراً للسلاح أيضاً), مطار الموصل الدولي، والقنوات الفضائية والسجون مثل سجن بادوش وسجن مكافحة الإرهاب وأعقب ذلك إطلاق ألف سجين من السجن المركزي 
- مدينة تلعفر

احتل جيش الطريقة النقشبندية بعد عدة هجمات متكرة مدينة تلعفر ومطار تلعفر العسكري القريب من المدينة. وإنسحب المدافعون عن المدينة وهم من أهالي المدينة ومتطوعي الحشد الشعبي بالإضافة إلى القوات العراقية إلى مدينة سنجار الواقعة تحت سيطرة قوات البيشمركة.
- هجوم آب 2014 على باقي محافظة نينوى

بعد ثلاث أيام من المعارك التي بدأت في 1 آب سقطت مدينة زمار وحقول نفط عين زالة القريبة منها بيد مسلحي الدولة الإسلامية.
وفي هذه الأثناء تقدم مسلحي الدولة الإسلامية إلى مدينة سنجار وسقطت المدينة بأيديهم دون قتال يذكر. ولاحقاً تقدم مسلحي الدولة الإسلامية إلى مناطق سهل نينوى ذات الغالبية المسيحية،  فاحتلت مدن تلكيف، قرة قوش، برطلة في 6 آب . ثم أحتلت قضاء مخمور في اليوم التالي الذي يبعد 40 كلم عن مدينة أربيل. كما أستولت قوات الدولة الإسلامية على سد الموصل أكبر سدود العراق . .
وبهذا سيطرات الدولة الإسلامية على كامل محافظة نينوى.

### محافظة كركوك
في 8 يونية حزيران، تقدمت داعش إلى شرق محافظة نينوى واستولت على الحويجة، الزاب، الرياض والعباسي وهي مناطق تقع غرب مدينة كركوك، وناحية رشاد وقرية ينكجة الواقعة إلى جنوبها بعد أخلاء القوات الحكومية ثكناتها ومواقعها دون قتال.، وفي يوم 12 حزيران أعلنت قوات البشمركة فرضت سيطرتها بشكل كامل على مدينة كركوك التي تعد من المناطق المتنازع عليها بين اربيل وبغداد.

### محافظة صلاح الدين
سيطر المسلحون على مدينة تكريت مركز محافظة صلاح الدين بعد انسحاب الجيش من مقر قيادة عمليات صلاح الين ومقر الفرقة الرابعة ومقر قوة مكافحة الإرهاب في صلاح الدين واطلقت داعش سراح السجناء من سجن مكافحة الإرهاب. وتجمع الجيش العراقي في قاعدة سبايكر .، كما سيطرت داعش على معظم أقضية ونواحي المحافظة (بأستثناء مدن بلد، الدجيل، سامراء، الضلوعية، العلم وآمرلي) وبقى الجيش في بعض الجيوب المحصنة مثل قاعدة سبايكر ومصفاة بيجي .

### محافظة ديالى
تمكنت مجموعات مسلحة تتبع داعش وجيش الطريقة النقشبندية من السيطرة على ناحيتي السعدية وجلولاء الواقعتين شمال شرق
محافظة ديالى وهما منطقتين متنازع عليهما .

### محافظة بابل
يوم 15 أبريل نيسان 2014 سقطت ناحية جرف النصر بيد مسلحي داعش بالكامل بعد انسحاب قوات الجيش والشرطة الإتحادية من مركز الناحية .

### تحرير آمرلي
30 اب أغسطس بدأت قوات الجيش العراقي والبيشمركة وقوات الحشد الشعبي حملة لفك الحصار عن آمرلي بعد نداء وجهه الشيخ عبد المهدي الكربلائي بأسم السيد علي السيستاني لكسر الحصار عن آمرلي.وهاجمت القوات العراقية من ثلاث محاور حيث هاجم الجيش من الجنوب من جهة العظيم، هاجمت البيشمركة من الشمال انطلاقاً من قضاء طوز خورماتو، بينما هاجمت قوات الحشد الشعبي من الشرق انطلاقاً من كفري 
يوم 31 اب أغسطس نفذت طائرات أمريكية غارات على مواقع الدولة الإسلامية حول آمرلي. وفي نفس اليوم تمكنت القوات العراقية والحشد الشعبي من دخول آمرلي من عدة محاور مع فرح وأحتفالات السكان المحليين بنهاية الحصار .
في اليوم التالي (1 ايلول/ سبتمبر)وبعد فك الحصار عن آمرلي تقدمت قوات الجيش العراقي والحشد الشعبي نحو ناحية سليمان بيك وأستعادت السيطرة على الناحية دون قتال بعد انسحاب عناصر داعش . وأعلن مصدر رسمي عراقي عن مقتل 23 مقاتل شيشاني من ضمنهم 10 قناصين .

### جرف النصر
المقالة الرئيسية:عملية عاشوراء
في 24 تشرين الأول أكتوبر 2014 إنطلقت العملية بمشاركة القوات العراقية والحشد الشعبي وأدت إلى تحرير الناحية بعد يومين من القتال الشرس .
قاد العملية هادي العامري أمين عام منظمة بدر بالتعاون مع وزير الداخلية محمد الغبان .
طبقاً لمسؤول أمني عراقي تم قتل 498 مقاتلاً من داعش خلال العملية منهم 30 سعودياً،30 شيشانياً، 24 سورياً وإن من بينهم 60 قناصاً و29 انتحارياً .
في 29 تشرين الأول أكتوبر أعلنت حكومة بابل المحلية أخلاء ناحية جرف النصر بالكامل بما فيها مركز الناحية من سكانها لمدة ثمان أشهر لحين تطهير الناحية من العبوات الناسفة وتنظيف المنازل المفخخة .
أعلن مجلس محافظة بابل تغير أسم الناحية القديم (جرف الصخر) إلى الأسم الجديد جرف النصر.

### بيجي
في يوم 7 تشرين الثاني نوفمبر شنت القوات العراقية هجوماًعلى مدينة بيجي من عدة محاور أستولت على 70%من المدينة وبقيت بعض جيوب المقاومة في غرب المدينة .
يوم 14 تشرين الثاني نوفمبر أعلن الفريق عبد الوهاب الساعدي قائد عمليات صلاح الدين عن تطهير مدينة بيجي بالكامل وفك الحصار عن مصفى بيجي (الذي غير أسمه إلى مصفى الصمود تقديراً لصمود المدافعين عنه).

## معارك 2015

### معركة تكريت
في يوم 2 مارس عام 2015، شنت الحكومة العراقية عملية عسكرية واسعة لاستعادة تكريت بمشاركة قوات من الجيش والشرطة العراقية، إضافة إلى بعض العشائر السنية، وقوات الحشد الشعبي.
و تقدمت القوات الأمنية بشكل بطيء بسبب وجود العبوات الناسفة والطرق المفخخة، وبهدف تحقيق تقدم على الأرض بأقل الخسائر، في حين كان هناك غطاء جوي مكثف من قبل طيران التحالف الدولي وطيران الجيش العراقي والقوة الجوية.
في 5 مارس 2015, شن تنظيم داعش هجوما على قوات الأمن العراقية في قرية المعيدي، شرق تكريت، وبعد اشتباكات عنيفة تمكنت القطعات العسكرية من الوصول إلى مناطق كصيبة ومشارف الدور والبوعجيل والسيطرة على حقل عجيل النفطي بعد طرد عناصر داعش منه.
خلال الأيام القليلة تجمعت القوات الحكومية، وحاصرت تكريت من ثلاث جهات. ثم تمكنت من استعادة بعض القرى جنوب المدينة بدعم الدبابات وراجمات الصواريخ والمدفعية.
وفي يوم 10 مارس سيطرت القوات على بلدة العلم الواقعة على الطرف الشمالي من تكريت مما مهد الطريق لهجوم على المدينة ذاتها.
و بعد ما سيطرت القوات الأمنية مع الحشد الشعبي على جميع مداخل تكريت توقفت عن الزحف إلى قلب المدينة لإعطاء المسلحين فرصة لتسليم أنفسهم.
في يوم 11 مارس بدأ الجيش العراقي وقوات «الحشد الشعبي» عملية عسكرية واسعة لتحرير مدينة تكريت من سيطرة تنظيم داعش، وذلك من خلال التقدم من أربعة محاور، بعد استكمال حصار المدينة التي تمكن الجيش من دخول كافة أحيائها ووصول تعزيزات عسكرية للقوات الحكومية .
فدخل المقاتلين مدينة تكريت وتقدموا من الشمال والجنوب في أكبر هجوم واستولوا على جزء من حي القادسية الشمالي في حين قوة أخرى تقدمت من الجنوب باتجاه وسط المدينة الواقعة على نهر دجلة .
ثم تمكنت القوات من رفع العلم العراقي فوق المستشفى العام جنوب تكريت.و دخلت منطقة القصور الرئاسية شرق تكريت، من محورين.
وتعرضت المناطق المتبقية من تكريت إلى قصف مكثف بالمدفعية الثقيلة، ومراقبة مكثفة من الطائرات العراقية.
ثم بدأت القوات هجومها على مركز مدينة تكريت عبر منطقة الديوم.
و واصلت زحفها بهدف السيطرة على مركز مدينة تكريت .
وجهت حكومة رئيس الوزراء حيدر العبادي طلبا إلى التحالف الدولي الذي يضم ستين بلدا بقيادة واشنطن بتوجيه ضربات جوية على تكريت. وبدات طائرات التحالف في 25 مارس، تنفيذ ضربات على تكريت، واعلن التحالف انه نفذ أكثر من 36 ضربة جوية، لتحرير المدينة.
لكن ضربات التحالف الجوية قصفت مقر قوات الحشد الشعبي في جامعة تكريت في 27 مارس وهذا ما ولّد الكثير من الشكوك لدي الحشد الشعبي.
استأنفت القوات العراقية عمليات تحرير تكريت بعد خمسة أيام من توقفه بسبب قصف التحالف الاميركي.فتمكنّت القوات من إحداث اختراقات فجّرت مواجهات على شكل حرب عصابات في عدّة مناطق كان أبرزها في حيّ الزهور.بالتوازي، ساندت قوة من الجيش بالمدفعية والصواريخ القوات المتقدّمة، القوة المساندة نجحت في ضرب مجاميع لـ «داعش»، والأهداف التي حدّدها القادة في الميدان .
و في 31 مارس سيطرت القوات العراقية وقوات الحشد الشعبي على مدينة تكريت بالكامل بعد معارك عنيفة مع مسلحي داعش . وتم رفع العلم العراقي فوق مبنى المحافظة وسط المدينة وأعلن رئيس الوزراء العراقي حيدر العبادي تحرير مدينة تكريت بالكامل مؤكداً أنّ «تكريت تحررت بدماء العراقيين وحدهم.»
أن القوات العراقية فرضت سيطرتها كذلك على مجمع القصور الرئاسية في تكريت، التي كانت تعود للرئيس الأسبق صدام حسين، والبالغ عددها 13 قصرا.
في 2 أبريل تواصلت القوات استعداداتها لتطهير المناطق من الألغام والمتفجرات التي تنتشر في كل مكان. فالقوات تفكك العديد من المنازل المفخخة فيما انفجرت منازل أخرى، ويأتي ذلك ضمن خطة أمنية لتأمين المدينة. وهذه العبوات الناسفة وحجم الدمار قد يؤخر عودة الأهالي إلي ديارهم. فالمدينة تحتاج إلى جهد هندسي جبار.

### سقوط الرمادي
معركة الرمادي استمرت من شهر نوفمبر 2014 حتى مايو 2015 كجزء من حملة الأنبار (2013–14) هجوم شنته الدولة الإسلامية للسيطرة على كل محافظة الأنبار، مما أدى إلى اشتباكات عنيفة وتبادلا كثيفا للنيران بين القوات العراقية ومسلحي داعش، ولا سيما في منطقة الملعب وفي أحياء البكر والمعلمين وميناء الأندلس، التي يتمركز فيها عناصر التنظيم، وقد قام أفراد التنظيم بزرع ألغام وعبوات ناسفة في المباني وعلى الطرقات والذي أدى إلى صعوبة تقدم القوات العراقية، كانت الرمادي أحد آخر معاقل الحكومة العراقية في المحافظة، بعد النجاح الذي حققته في حملة سابقة. وفي 17 مايو 2015 حسم أمر المدينة بهروب الجيش العراقي منها ووقوعها بقبضة الدولة الإسلامية (مصطلح).حيث أن القطاعات العسكرية المرابطة في مقر عمليات الأنبار انسحبت بشكل جماعي إلى غرب الرمادي تحت وطأة الهجمات المكثفة لداعش. وحسب ماقاله الجنرال الأمريكي المتقاعد، مارك هارتلنغ، الخبير العسكري والأمني والذي قاتل في العراق لسنوات «أن القوات العراقية لم تستسلم في الرمادي، وإنما كانت تواجه بعض المشاكل في المنطقة منذ فترة طويلة، وهي اليوم تتلقى تعزيزات»، فالرمادي ادارياً ساقطة بعد انسحاب الشرطة الإتحادية من المجمع الحكومي الذي يضم الدوائر الحكومية بما فيها المحافظة ودوائر أمنية، أما عسكرياً فالجيش والقوات المسلحة العراقية ملازمة مواقعها ولم تترك للتنظيم طريق تتنفذ من خلاله إلى الكرمة أو الفلوجة أو بغداد.
وشهدت محافظة الأنبار تطورات أمنية لافتة تمثلت بسيطرة «داعش» على مناطق مهمة في الرمادي، فيما أعدم التنظيم عشرات الأشخاص في المحافظة، وسط تصاعد الدعوات بضرورة إرسال تعزيزات أمنية للمحافظة مسنودة بالحشد الشعبي من أجل طرد التنظيم من المحافظة، ووجه رئيس الوزراء العراقي حيدر العبادي، هيئة الحشد الشعبي بالاستعداد مع القوات المسلحة وأبناء العشائر لتحرير الأنبار من «داعش»، وبين أنه استجابة لمناشدة الحكومة المحلية وشيوخ العشائر وعلماء الدين بالمحافظة، حيث طالبت عشائر الأنبار، رئيس الوزراء حيدر العبادي بإرسال تعزيزات أمنية عاجلة ودخول الحشد الشعبي إلى مدينة الرمادي.

## تشكيلات الجيش العراقي 1922-2003
- الفيلق الأول
- الفيلق الثاني وهوفيلق مدرع ويتألف من الفرقة المدرعة 17 والفرقة الميكانيكية 51 .
- الفيلق الثالث ومقره في الناصرية [63]
- الفيلق الرابع
- الفيلق الخامس
- الفيلق السادس
- الفيلق السابع
- قوات الجهاد

### فرق المشاة والفرق الالية
- الفرقة الأولى عاملة منذ عام 1941على الاقل.وهي فرقة ميكانيكية خلال حرب الخليج الثانية وحرب العراق واعيد تشكيلها بعد عام 2003.
- الفرقة الثانية عاملة منذ 1941 على الاقل.
- الفرقة الثالثة عاملة منذ 1941 على الاقل.
- الفرقة الرابعة عاملة منذ 1941 على الاقل.
- الفرقة الخامسة عاملة منذ عام 1959 وكفرقة ميكانيكية حاربت في معركة الخفجي 1991.
- الفرقة السابعة قاتلت في معركة الفاو الثانية عام 1988.
- الفرقة الثامنة.
- الفرقة الحادية عشر.
- الفرقة 14 , والفرق 15,16,18,19,21,22,23,24,25,26,27 [64]
- الفرق 28,29,30,31,32,33,34,35,36,37,38 .
- الفرق 39,42,44,46,47,48,49,50,53,54,56.

### الفرق المدرعة حتى 2003
- الفرقة المدرعة الثالثة عاملة منذ 1967 حاربت في حرب حزيران، عملية رمضان مبارك، الحرب العراقية الإيرانية
- الفرقة المدرعة السادسة شاركت في تشرين، وفي عملية رمضان مبارك 1988.
- الفرقة المدرعة العاشرة شاركت في عملية رمضان مبارك وخدمت في الحرب العراقية الإيرانية وحرب الخليج الثانية ضمن قوة الجهاد.
- الفرقة المدرعة العاشرة شاركت في الحرب العراقية الإيرانية وحرب الخليج الثانية ضمن قوة الجهاد.
- الفرقة المدرعة الثانية عشر شاركت في حرب الخليج الثانية ضمن قوة الجهاد.
- الفرقة المدرعة السابعة عشر
- الفرقة المدرعة 52.

### الالوية
- اللواء 56 قوات خاصة
- اللواء 66 قوات خاصة
- اللواء 68 قوات خاصة
- اللواء 440 مشاة بحرية عامل خلال حرب الخليج الثانية.

## إصلاح الجيش

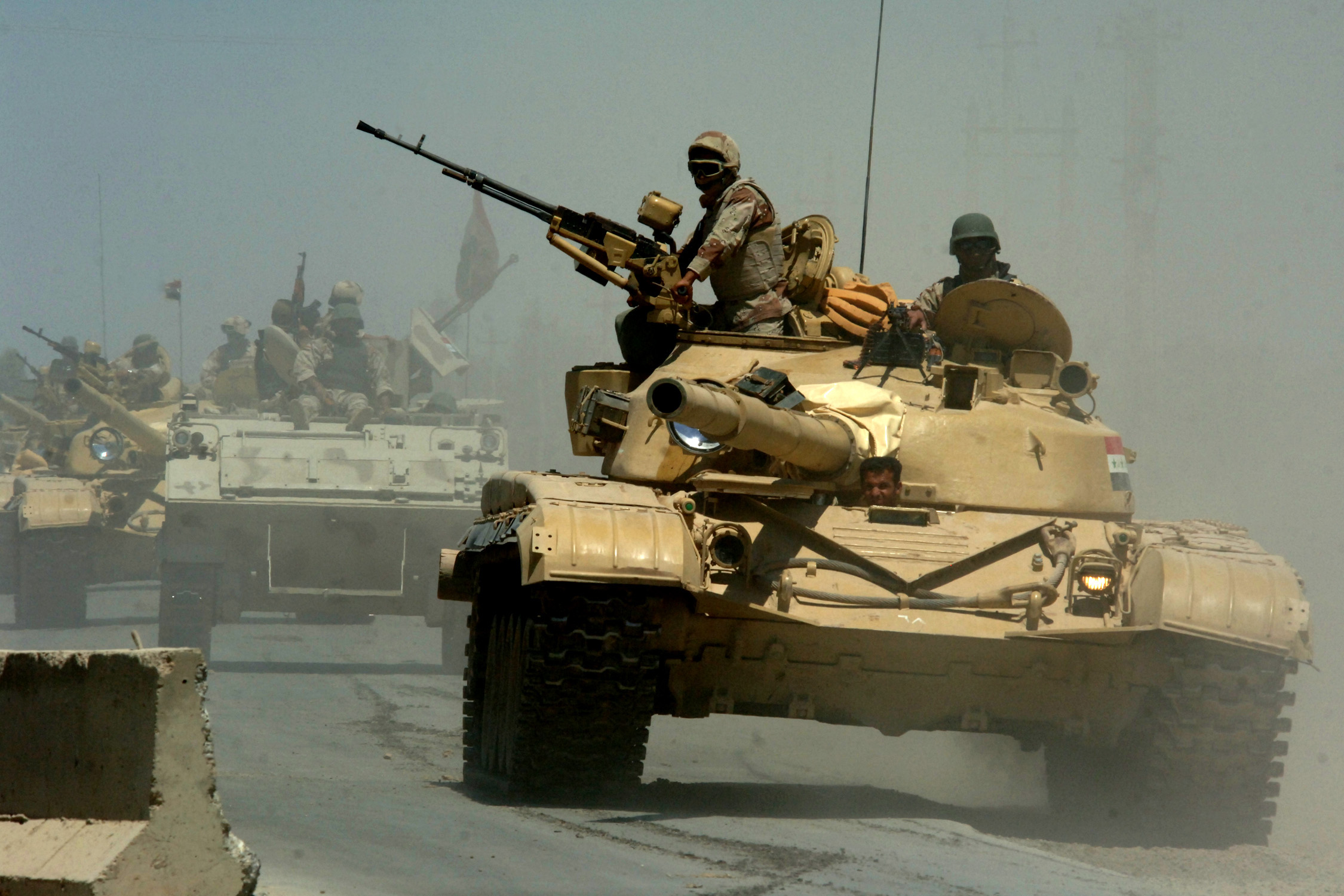
رتل مدرع عراقي يمر بسيطرة على الطريق السريع في منطقة المشاهدة

بناء على توقعات إدارة بوش من ان جنود قوات التحالف سيرحب بها كمحررين بعد الإطاحة بنظام صدام حسين . فأن مخططوا ما قبل الحرب الأمريكان توقعوا قليلاً من المقاومة من الشعب العراقي .
وخططوا لتأسيس جيش جديد يقوم بعمليات الدفاع ضد ألاعداء الخارجيين. ووضعت خطة لبناء جيش جديد في غضون ثلاث سنوات قوامه 40,000 جندي يتألف من 27 كتيبة موزعة إلى ثلاث فرق. وفازت شركة فينيل بعقد لتدريب أول تسع كتائب.
تأسس ائتلاف فريق التدريب للمساعدة العسكرية ويعرف اختصاراً ب (CMATT) برئاسة الجنرال «باول ايون» كمؤسسة تتبع الجيش الأمريكي مسئولة عن تدريب وتطوير الجيش الجديد. في 2 آب 2003 بدأت أول كتيبة في الجيش العراقي الجديد دورة تدريبية من تسعة اسابيع في معسكر (قرقوش). وتخرجت الكتيبة في 4 تشرين الأول 2003.
وتولى متعاقدوا شركة فينيل تدريب القوات العراقية في البداية . في نيسان 2004 رفضت بضعة كتائب عراقية القتال في (معركة الفلوجة الأولى).في حزيران 2004 حُل فريق التدريب للمساعدة العسكرية (CMATT) وانتقلت مسئولياتها إلى (القيادة الأمنية المتعددة الجنسيات-العراق) وتعرف اختصاراً ب (MNSTC-I) برئاسة الجنرال ديفيد بتريوس مع التركيز على مهام حفظ الأمن الداخلي بوجه التهديد المتنامي المتمثل بالتمرد العراقي .
وبينما أخذ الجيش العراقي بالتشكل، كان قادة الجيش الأمريكي يحتاجون جنوداً اضافيين بسرعة فتم تشكيل قوات الدفاع المدني العراقية (التي أصبحت فيما بعد الحرس الوطني العراقي).شكل قادة التحالف هذه القوات الشبيهة بالميليشيات بصورة منفصلة في كل منطقة على حدة ثم جمعت هذه القوات معاً فيما بعد.في بعض الاحيان رفضت قوات الحرس الوطني مقاتلة المسلحين كما حصل في الفلوجة كما كان بعض ضباطها يتعاونون مع المسلحين، في ايلول 2004 أُعتقل قائد الحرس الوطني الجنرال طالب اللهيبي لعلاقته بالجماعات المتمردة.
في ايلول 2004 أُعلن عن خطة لحل الحرس الوطني . ودمج قواته البالغ عددها 40,000 رجل بالجيش العراقي وتمت عملية الدمج في عيد الجيش العراقي 6 كانون الثاني 2005.
في 14 آب 2004 تأسست بعثة الناتو التدريبية_العراق لمساعدة قوات الأمن العراقية ومن ضمنها الجيش. في 20آيلول تم حل لواء الفلوجة المؤقت الذي شُكل لحفظ الأمن في المدينة وهذه التجربة (أي استخدام مسلحين سابقين لتأمين مدينة ما) لم تُكرر مرة أخرى .
تم نقل تدريب الجيش العراقي من شركة فينيل إلى الجيش الأمريكي مباشرة بدعم من حلفاء الولايات المتحدة. وعرقل تدريب الجيش العراقي عدم استقرار الاوضاع الأمنية وتغلغل المسلحين داخل الوحدات العسكرية إضافة إلى معدلات تسرب الجنود العالية من الجيش. أبتدائاً من حزيران 2004 ازدادت الشراكة بين قوات التحالف والقوات العراقية بسبب الاعداد المتزايدة من الكتائب في الجيش العراقي.التي بلغت 115 , منها 80 كتيبة تستطيع تنفيذ عمليات ميدانية بمساعدة لوجستية وتخطيط ستراتيجي محدودين من قوات التحالف.بينما هناك بين 20 إلى 30 كتيبة ماتزال بحاجة إلى دعم رئيسي من قوات التحالف لتنفيذ مهماتها.وبحلول 5 تشرين الأول 2005 أمتلك الجيش العراقي 90 كتيبة مدربة جيداً لتنتشر بصورة مستقلة بدون الحاجة إلى مساعدة قوات التحالف.

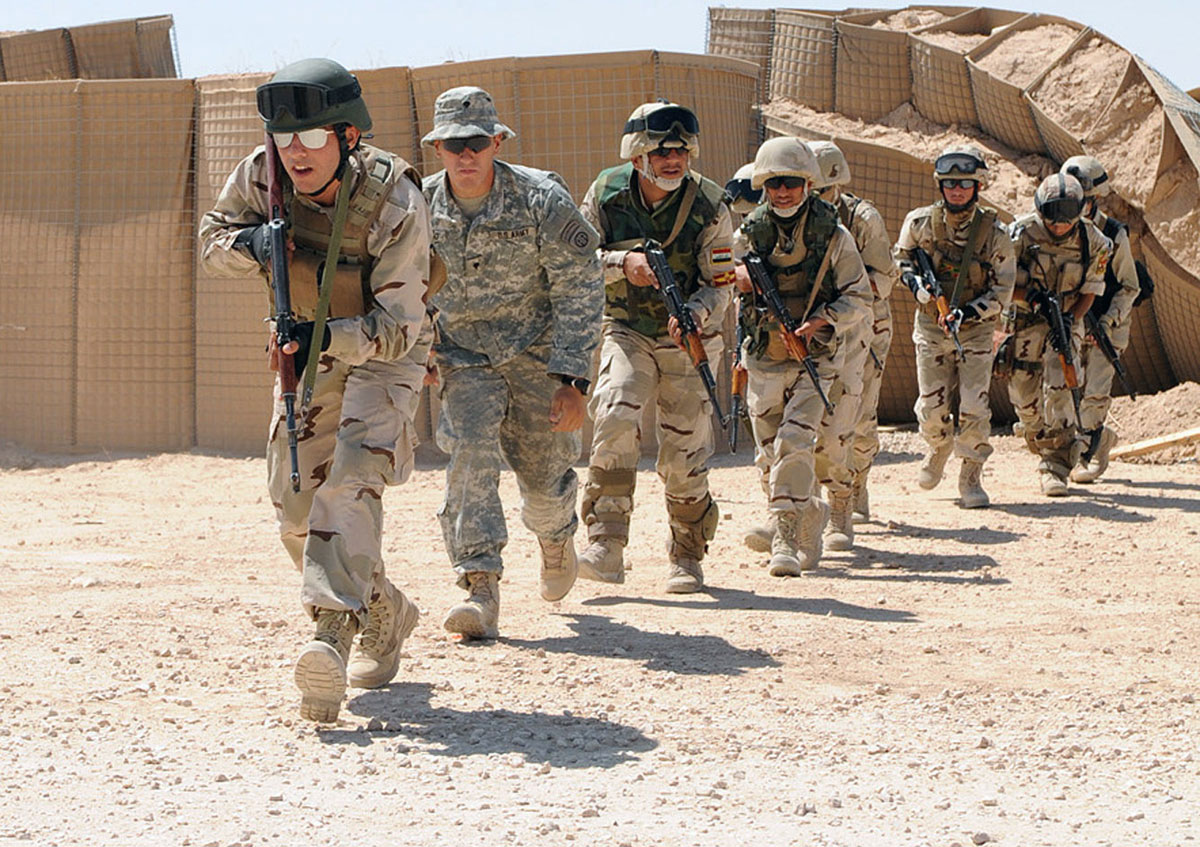
تدريب القوات الخاصة العراقية تحت اشراف جنود الولايات المتحدة من الفرقة 82 المحمولة
جوا.

في 3 ايار 2006 حدث تطور مهم في الجيش العراقي الجديد حيث أعيد تشكيل قيادة القوة البرية العراقية (كانت القطعات البرية العراقية تدار من قبل قوات التحالف مباشرة منذ عام 2003) في احتفال أُقيم في معسكر (فيكتوري), بهدف قيادة القوات البرية العراقية وتخطيط وتنفيذ العمليات لهزيمة التمرد المسلح. خُطط لنقل عشر فرق من تحت آمرة قوات التحالف إلى قيادة القوة البرية خلال عام 2006 بعد ان أصبحت قادرة على تولي مسئوليات المعركة. الفرق السادسة والثامنة قبل 26 حزيران 2006, الفرقة التاسعة في 26 حزيران 2006, الفرقة الخامسة في 3 تموز 2006, الفرقة الرابعة في 8 آب 2006, الفرقة الثانية في 21 كانون الأول 2006, الفرقة الثالثة في 1 كانون الأول 2006
., كما نُقلت فرقة أخرى غير مصنفة إلى قيادة القوة البرية العراقية . كما نقلت وحدات لوجستية أصغر إلى قيادة القوة البرية ففي 1 تشرين الثاني 2006 نقلت لواء النقل الآلي الخامس. وتضمنت خطط تطوير الجيش العراقي لعام 2007 بناء وحدات دعم ولوجستية لتمكين الجيش العراقي من دعم نفسه .
في 26حزيران عام 2006 بلغ مجموع القوات الأمنية العراقية ثلاث فرق،18 لواء و 69 كتيبة (من ضمنها كتيبتين شرطة اتحادية).

## البنية

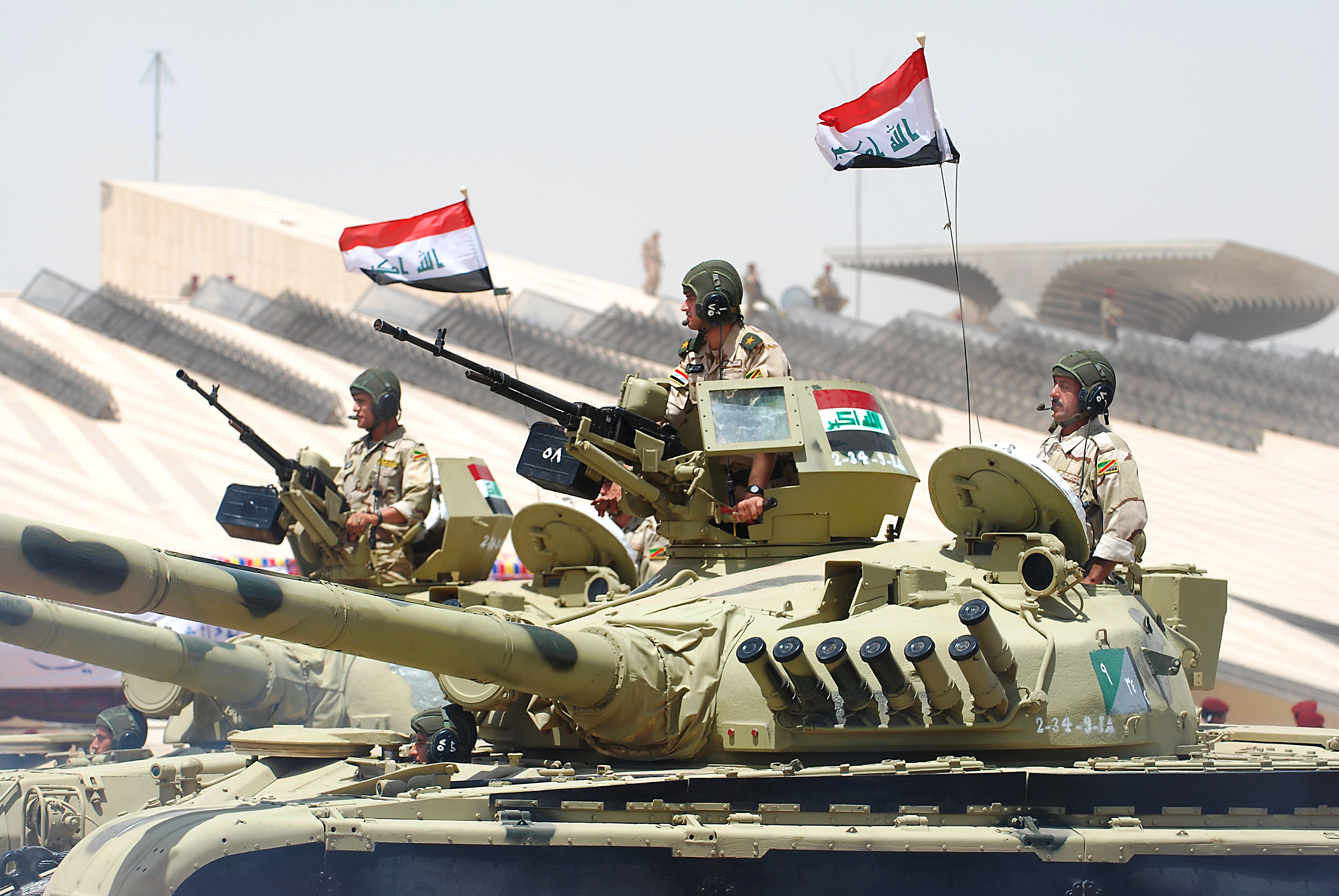
دبابة تي-72 خلال استعراض عسكري في بغداد عام 2009.

مع بداية الحرب الحرب الأنجلو-عراقية كانت القوة العراقية تتألف من اربع فرق. وتشكلت الفرقة الخامسة عام 1959.مع اندلاع الحرب العراقية الإيرانية كانت القوات البرية العراقية قد نمت إلى تسعة فرق. بحلول عام 1990 نمت القوة العراقية نمت إلى 56 فرقة مما جعل الجيش العراقي خامس جيوش العالم ومن أقوى جيوش الشرق الأوسط. وبعد هزيمة حرب الكويت تقلصت القوة البرية إلى 23 فرقة بالإضافة إلى قوات الحرس الجمهوري. وخُطط للجيش العراقي الجديد أن يتألف من ثلاث فرق فقط، بعد ذلك ارتفع العدد إلى اربع عشر فرق ومن المتوقع أن يبلغ 20 فرقة.
طبقاً لتقرير وزارة الدفاع الأمريكية الصادر في آب عام 2006 الخطط انذاك تركز على بناء جيش مكون من 300,000 جندي موزعين إلى 16 فرقة، منها عشر فرق مشاة وستة فرق مشاة آلية، وتنقسم هذه الفرق إلى 36 لواء و113 كتيبة (91 م شاة،12 قوات خاصة،60 كتيبة مدرعة، لواء واحد أمني) ضافة إلى تسع أفواج نقل ميكانيكية، خمس كتائب لوجستية،2 كتيبة دعم، خمس وحدات دعم مناطقية، و91 وحدة دعم مواقع عسكرية وهي مخصصة لتقديم الدعم والخدمات اللوجستية لكل فرقة.ويقدم معسكر التاجي (باعتباره مخزن الجيش الرئيسي) خدمات الصيانة وإعادة التجهيز للقطعات العراقية.ولواء قوات خاصة يتألف من كتيبتين عمليات خاصة.

## الحالة الحالية
يتألف الجيش العراقي من تسع قيادة عمليات، وتدار القطعات العراقية من قبل (قيادة العمليات المشتركة)، بينما لا تدير قيادة القوة البرية فرق الجيش مباشرة.
وينقسم الجيش العراقي إلى 14 فرقة، وبدورها تنقسم إلى 56 لواء، أو إلى 185 كتيبة قتالية، وفي عام 2010م أصبح عدد الكتائب القتالية 197 كتيبة.
كل فرقة تنقسم إلى اربع ألوية، وفوج هندسي وفوج مدفعية.

## البنية الحالية

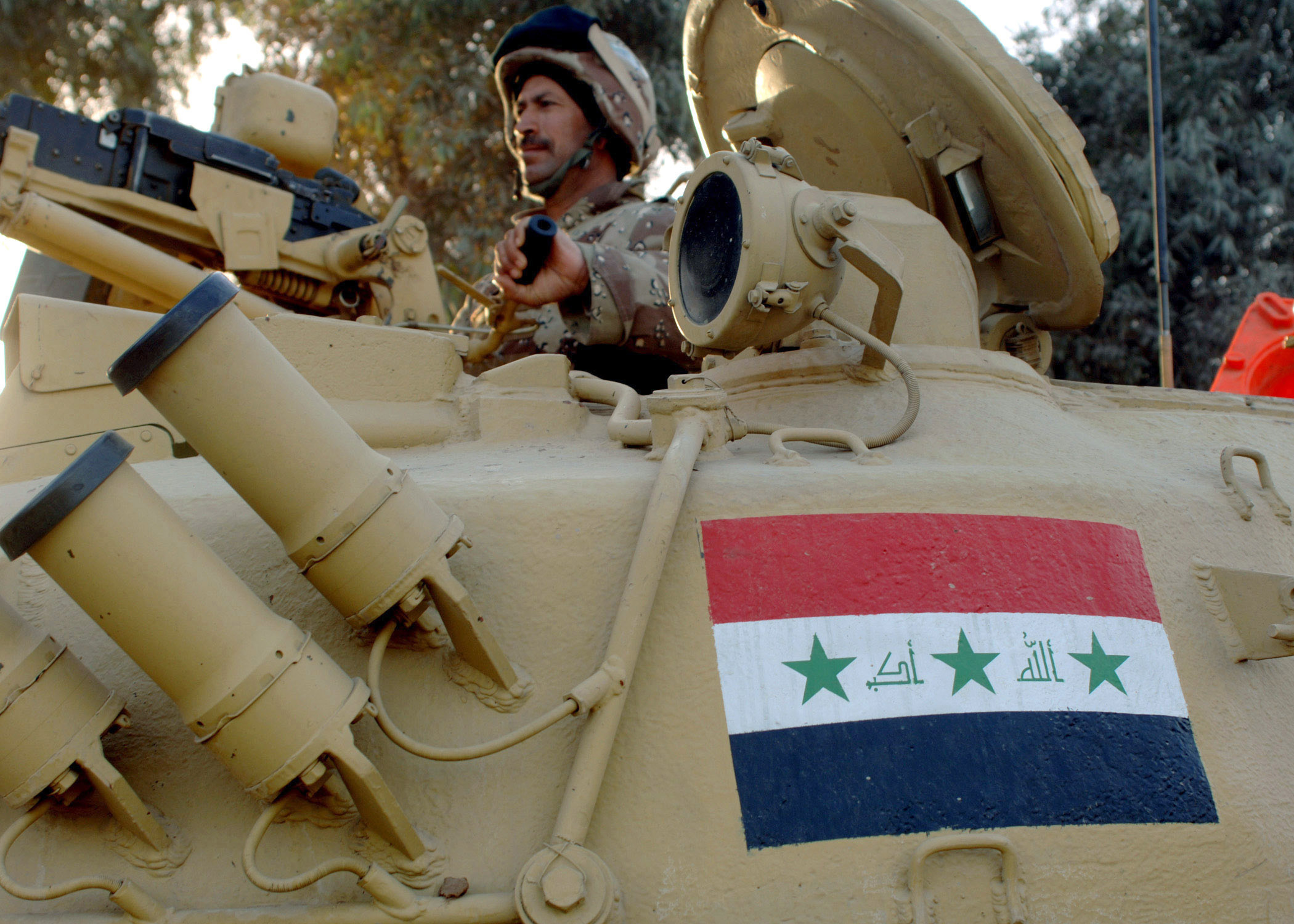
جنود عراقيون يقفون على برج دبابة تي-72 في آذار 2006

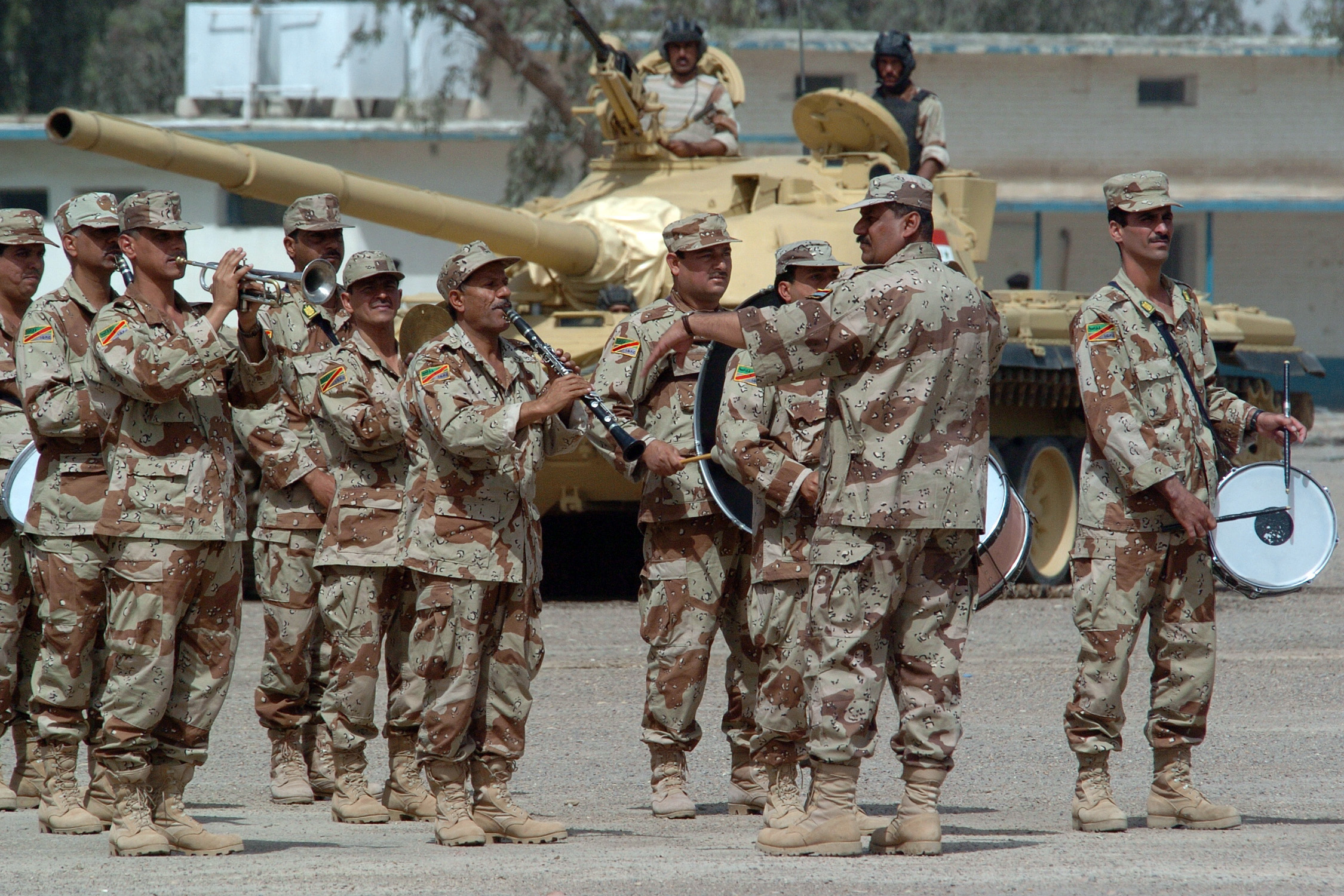
فرقة الموسيقى العسكرية في احتفال داخل معسكر التاجي في آيار2006.

كما أسلفنا تنقسم القوات البرية العراقية إلى قيادات عمليات وتضم إضافة للجيش النظامي قوات من الشرطة الإتحادية والشرطة المحلية وقوة حماية المنشأت ويرأس قيادة العمليات ضابط برتية فريق وعام 2014 كانت القوة البرية موزعة كالآتي:
- قيادة العمليات المشتركة
  - قيادة عمليات بغداد وتضم كل من القطعات التالية [78]
    - قيادة عمليات الكرخ مسئولة عن تامين مناطق الكاظمية، الكرخ، المنصور، البياع، الدورة.
    - قيادة عمليات الرصافة مسئولة عن تأمين مناطق الأعظمية، رصافة، مدينة الصدر، بغداد الجديدة، الكرادة
    - الفرقة الآلية السادسة-غرب بغداد
    - الفرقة المدرعة التاسعة في التاجي شمال بغداد.[79]
    - فرقة المشاة الحادية عشر تتمركز شرق بغداد.
    - فرقة المشاة السابعة عشر تتمركز في المحمودية جنوب بغداد.
    - اللواء 23 قوات خاصة
    - اللواء 25 قوات خاصة
    - اللواء 55 قوات خاصة

  - قيادة عمليات نينوى - ومقرها مدينةالموصل [80]
  - قيادة عمليات دجلة- وتضم محافظات ديالى وكركوك، قضاء الطوز، قضاء الحويجة.
  - قيادة عمليات سامراء ومقرها في سامراء وتضم أقضية الدجيل، بلد، سامراء.
  - قيادة عمليات صلاح الدين الأيوبي ومقرها في مدينة تكريت وتضم أقضية تكريت، بيجي، الدور، الشرقاط .
  - قيادة عمليات الانبار مقرها مدينة الرمادي وتضم اقضية الفلوجة والرمادي.
  - قيادة عمليات البادية والجزيرة ومقرها في حديثة وقاطع مسئوليتها المناطق المحاذية للحدود السورية غرب محافظة الأنبار وغرب محافظة نينوى.
  - قيادة عمليات بابل وقاطع مسئوليتها محافظة بابل.
  - قيادة عمليات الفرات الأوسط وقاطع مسئوليتها محافظات كربلاء والنجف والديوانية.
  - قيادة عمليات البصرة وقاطع مسئوليتها محافظة البصرة.

## رتبة شارة
| رتب الضباط في القوات المسلحة العراقية (برية، بحرية، جوية، دفاع جوي، طيران الجيش) | رتب الضباط في القوات المسلحة العراقية (برية، بحرية، جوية، دفاع جوي، طيران الجيش) | رتب الضباط في القوات المسلحة العراقية (برية، بحرية، جوية، دفاع جوي، طيران الجيش) | رتب الضباط في القوات المسلحة العراقية (برية، بحرية، جوية، دفاع جوي، طيران الجيش) | رتب الضباط في القوات المسلحة العراقية (برية، بحرية، جوية، دفاع جوي، طيران الجيش) | رتب الضباط في القوات المسلحة العراقية (برية، بحرية، جوية، دفاع جوي، طيران الجيش) | رتب الضباط في القوات المسلحة العراقية (برية، بحرية، جوية، دفاع جوي، طيران الجيش) | رتب الضباط في القوات المسلحة العراقية (برية، بحرية، جوية، دفاع جوي، طيران الجيش) | رتب الضباط في القوات المسلحة العراقية (برية، بحرية، جوية، دفاع جوي، طيران الجيش) | رتب الضباط في القوات المسلحة العراقية (برية، بحرية، جوية، دفاع جوي، طيران الجيش) | رتب الضباط في القوات المسلحة العراقية (برية، بحرية، جوية، دفاع جوي، طيران الجيش) | رتب الضباط في القوات المسلحة العراقية (برية، بحرية، جوية، دفاع جوي، طيران الجيش) |
| الرتب الرسمية                                                                    | الرتب الرسمية                                                                    | الرتب الرسمية                                                                    | الرتب الرسمية                                                                    | الرتب الرسمية                                                                    | الرتب الرسمية                                                                    | الرتب الرسمية                                                                    | الرتب الرسمية                                                                    | الرتب الرسمية                                                                    | الرتب الرسمية                                                                    | الرتب الرسمية                                                                    | الرتب الرسمية                                                                    |
| ملازم                                                                            | ملازم أول                                                                        | نقيب/                                                                            | رائد/                                                                            | مقدم/                                                                            | عقيد/                                                                            | عميد/                                                                            | لواء                                                                             | فريق                                                                             | فريق أول                                                                         | مهيب                                                                             |                                                                                  |
| -------------------------------------------------------------------------------- | -------------------------------------------------------------------------------- | -------------------------------------------------------------------------------- | -------------------------------------------------------------------------------- | -------------------------------------------------------------------------------- | -------------------------------------------------------------------------------- | -------------------------------------------------------------------------------- | -------------------------------------------------------------------------------- | -------------------------------------------------------------------------------- | -------------------------------------------------------------------------------- | -------------------------------------------------------------------------------- | -------------------------------------------------------------------------------- |
|                                                                                  |                                                                                  |                                                                                  |                                                                                  |                                                                                  |                                                                                  |                                                                                  |                                                                                  |                                                                                  |                                                                                  |                                                                                  |                                                                                  |
|                                                                                  |                                                                                  |                                                                                  |                                                                                  |                                                                                  |                                                                                  |                                                                                  |                                                                                  |                                                                                  |                                                                                  |                                                                                  |                                                                                  |

|     |  |  |  |  |
| بلا |  |  |  |  |

## التدريب

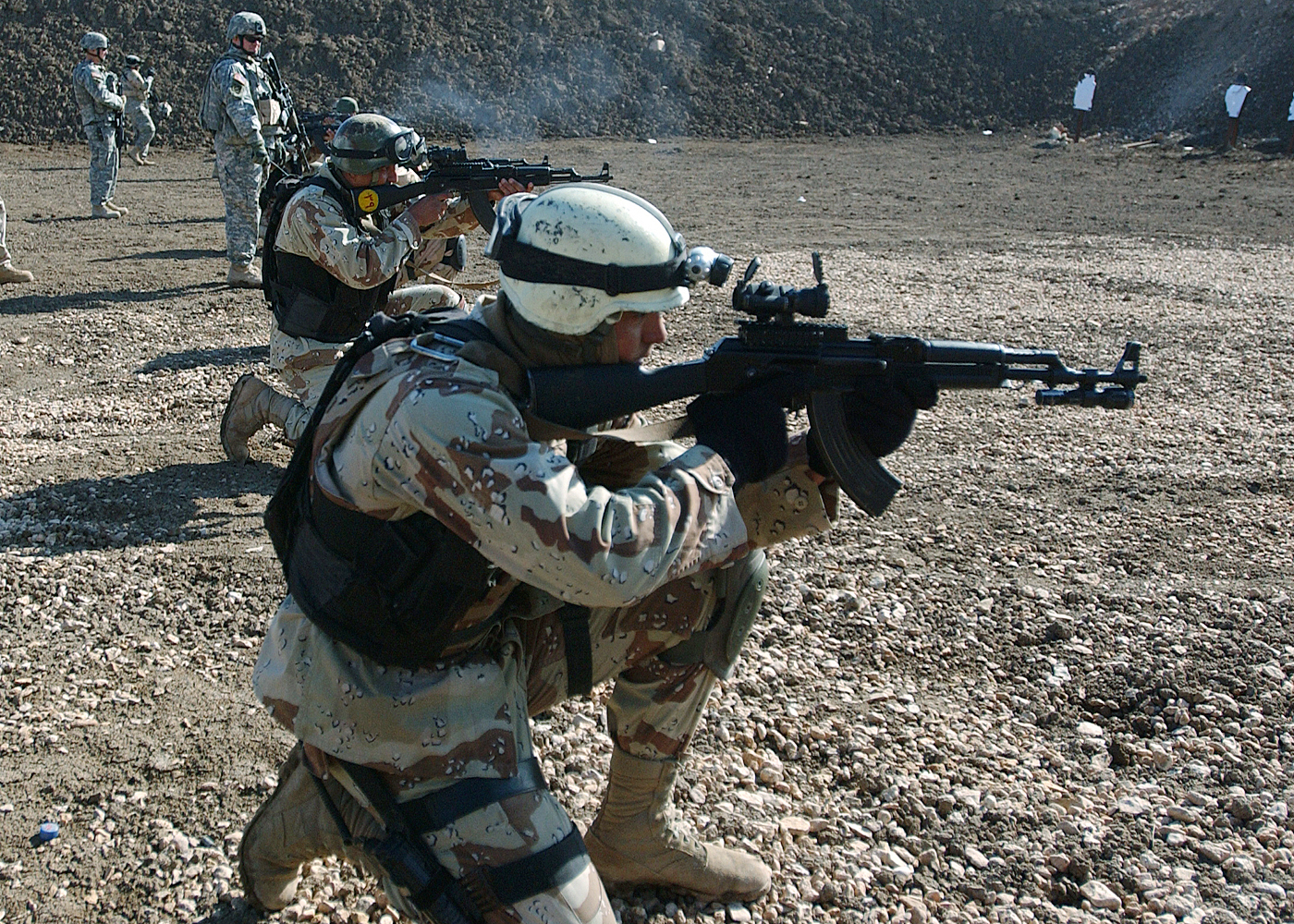
جنود عراقيون أداء تمرين بالذخيرة الحية باستخدام البنادق البلغارية AR-M1.

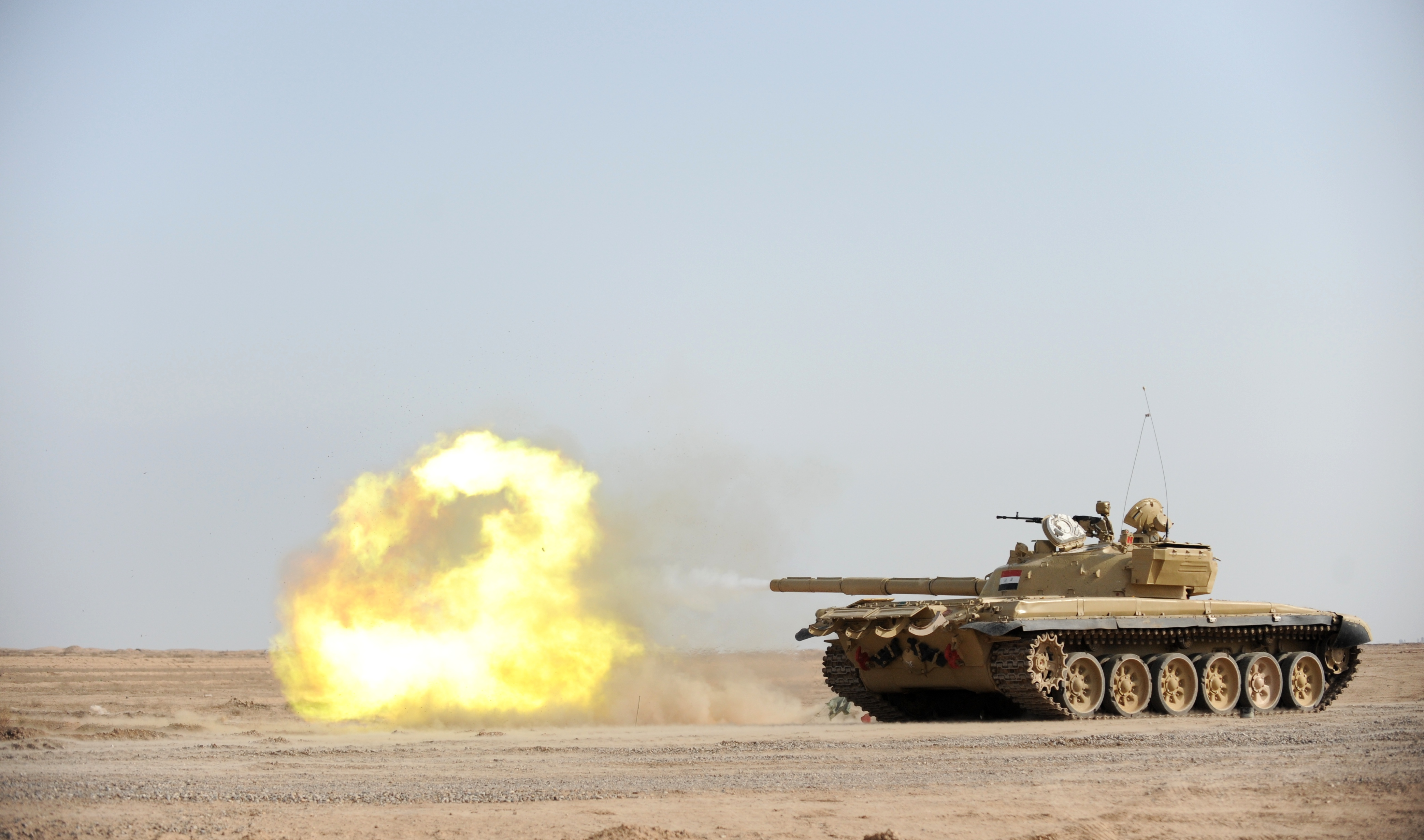
الجيش العراقي T-72 دبابة ينفذ تدريبات بالذخيرة الحية في ميدان بسماية بغداد، 28 أكتوبر 2008.

يخضع المجندون الجدد في الجيش العراقي لمعسكر تدريب من ثمان أسابيع  وتتضمن مناهج التدريب المهارات الأساسية للجندي مثل استعمال الأسلحة الخفيفة والمتوسطة والرماية واللياقة البدنية والأنضباط العسكري.
ويحصل الجنود على تدريب إضافي في مدارس الصنوف مثل مدرسة المشاة، مدرسة الدروع، مدرسة المدفعية ومكافحة المتفجرات.....الخ.
أما بالنسبة للضباط فيتلقون تدريباً لمدة ثلاث سنوات في عدد من الكليات العسكرية منها الكلية العسكرية الأولى في بغداد والكلية العسكرية الرابعة في الناصرية .
بعد عام 2003 كانت القوات متعددة الجنسيات في العراق تتولى تدريب القوات العراقية أما من خلالها مباشرة أو عبر شركات متعاقدة، كما كانت توجد بعثة لحلف شمال الأطلسي تقوم بتدريب القوات العراقية إلى جانب قوات التحالف.
وأستمر هذا الحال حتى الانسحاب الأمريكي من العراق حين غادر المدربون الاميركان والأطلسين العراق.
ويلاحظ أن فترة معسكرات التدريب قليلة وغير كافية لتدريب الجنود العراقيين على استعمال الاسلحة الحديثة أو على تعويدهم على النظام العسكري والطاعة وتنفيذ الآوامر .
يضاف إلى ذلك إن الجنود والضباط المنتظمبن في وحدات عسكرية لا يعاد تدريبهم رغم مرور عدة سنوات على التحاقهم بوحداتهم مما يؤدي إلى فقدانهم لمهاراتهم القتالية (الضعيفة أصلاً)، والنتيجة هي قطعات عسكرية سيئة التدريب وقليلة الانضباط. وكان لسوء التدريب عامل حاسم في هزائم الجيش العراقي امام مسلحي الدولة الإسلامية في نينوى، صلاح الدين والأنبار.
بعد احتلال مسلحي الدولة الإسلامية (مصطلح) مساحات شاسعة من وسط العراق سارعت الولايات المتحدة بإرسال بعثة لإعادة تدريب الجيش العراقي وتمركزت هذه القوات في بغداد، اربيل، وفي قاعدتي الحبانية وعين الأسد في محافظة الأنبار، كما ارسلت أستراليا بعثة إلى بغداد للغرض نفسه .
بينما ارسلت كل من المملكة المتحدة،كندا، وألمانيا بعثات إلى اربيل لتدريب قوات البيشمركة الكردية.

### الفرق العسكرية

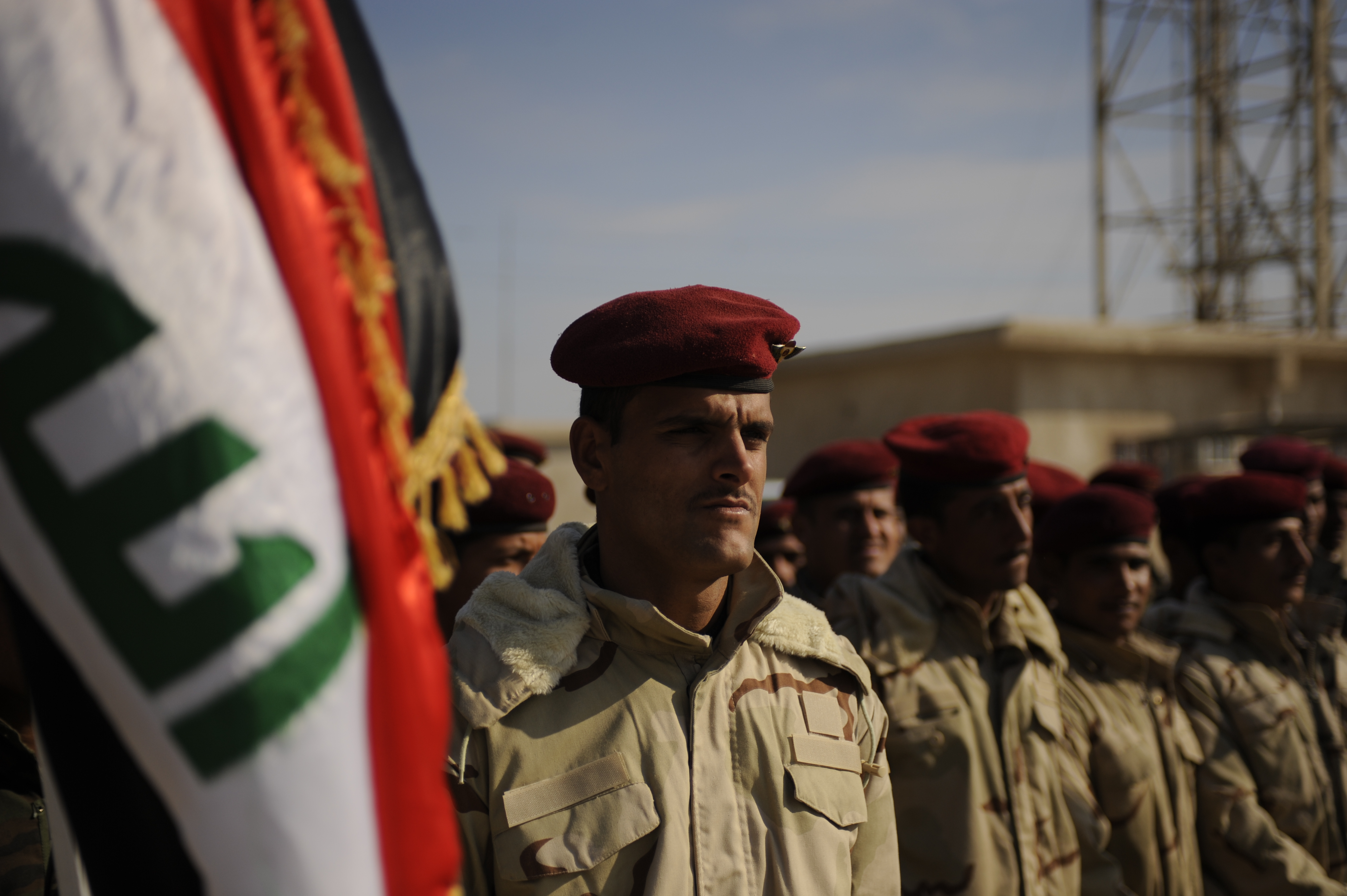
الفرقة الثامنة في الديوانية.

وتتكون القوات البرية الآن من الفرق التالية:
- 1.الفرقة الأولى تدخل سريع مقر الفرقة في الرمادي التي بدورها تتكون من:
  - أ. اللواء الأول تدخلا سريع لواء الفرسان في الرمادي
  - ب. اللواء الثاني تدخل سريع في ديالى
  - ج. اللواء الثالث تدخل سريع في الموصل
  - د. اللواء الرابع تدخل سريع في ديالى
- 2. الفرقة الثانية مشاة مقر الفرقة في الموصل التي بدورها تتكون من:
  - أ. اللواء الخامس مشاة
  - ب. اللواء السادس مشاة
  - ج. اللواء السابع مشاة
  - د. اللواء الثامن مشاة في الفلوجة
- 3. الفرقة الثالثة مشاة مقر الفرقة في سنجار التي بدورها تتكون من:
  - أ. اللواء التاسع مشاة في تلعفر
  - ب. اللواء العاشر مشاة
  - ج. اللواء الحادي عشر مشاة
  - د. اللواء الثاني عشر مشاة
- 4. الفرقة الرابعة مشاة مقر الفرقة في تكريت التي بدورها تتكون من:
  - أ. اللواء الثالث عشر مشاة
  - ب. اللواء الرابع عشر مشاة
  - ج. اللواء الخامس عشر مشاة
  - د. اللواء السادس عشر مشاة
- 5. الفرقة الخامسة مشاة آلي مقر الفرقة في بعقوبة التي بدورها تتكون من:
  - أ. اللواءالسابع عشر مشاة
  - ب. اللواء الثامن عشر مشاة
  - ج. اللواء التاسع عشر مشاة
  - د. اللواء العشرين مشاة
- 6. الفرقة السادسة مشاة مقر الفرقة في بغداد الكرخ.
  - أ.اللواء الرابع والعشرون مشاة
  - ب.اللواء الرابع والخمسون مشاة
  - ج.اللواء السادس والخمسون مشاة
- 7. الفرقة السابعة مشاة مقر الفرقة في الانبار البغدادي.
  - أ.اللواء السابع والعشرين مشاة
  - ب.اللواء الثامن والعشرين مشاة
  - ج.اللواء التاسع والعشرين مشاة
- 8. الفرقة الثامنة مشاة مقر الفرقة في الديوانية.
- 9. الفرقة التاسعة مشاة الي مقر الفرقة في بغداد الرستمية.
- 10.الفرقة العاشرة مشاة مقر الفرقة في الناصرية.
- 11.الفرقة الحادية عشرة مشاة مقر الفرقة في بغداد الرصافة.
- 12. الفرقة الثانية عشرة مشاة مقر الفرقة في كركوك.
- 13. الفرقة الرابعة عشرة مشاة مقر الفرقة في البصرة.
- 14. الفرقة السادسة عشرة مشاة مقر الفرقة الانبار-البغدادي.
- 15.الفرقة السابعة عشرة مشاة مقر الفرقة في بغداد المحمودية.

## المعدات
تقريبا جميع المعدات التي كان يستخدمها الجيش العراقي السابق إما دمرت من قبل القوات الأمريكية والبريطانية أثناء الغزو، أو نهبت خلال الفوضى التي أعقبت سقوط سقوط نظام صدام حسين.
،

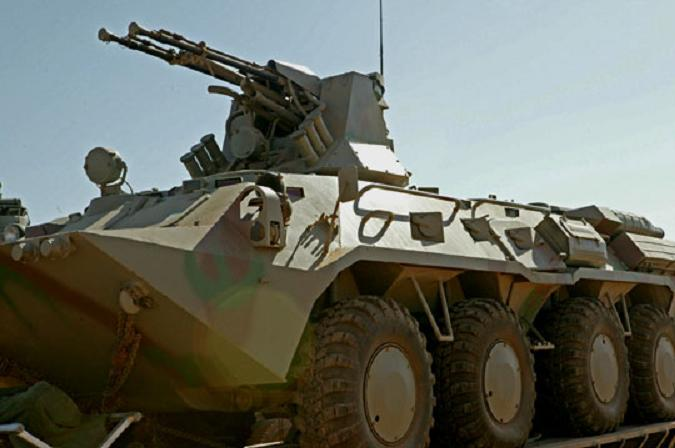
المدرعة العراقية من طراز BTR-94 (الأوكرانية الصنع) فوق شاحنة في انتظار نقلها إلى العراق

في ايار عام 2005 وافقت هنغاريا على منح العراق دبابات تي-72 اس بعد إعادة تأهيلها مقابل مبلغ رمزي 4,5 مليون دولار. وبدأ تسليم هذه الدبابات إلى الفرقة التاسعة الآلية ومقرها في التاجي ابتدائاً من 8 تشرين الثاني 2005.,.
ومنحت كل من الإمارات العربية المتحدة والأردن وباكستان 173 مدرعة إم 113اس، 44 مدرعة بنهاردس،100 مدرعة سبارتان، كما اشترى العراق سيارة مدرعة نوع (عين جارية) من بولندا وأكمل استلامها في كانون الأول 2007 .كما منحت اليونان العراق 100 مدرعة بي إم بي-1 .
اشترى العراق كميات كبيرة من مركبات الهمفي وصل عددها إلى 10,000 مركبة لإستخدامها من قبل الجيش العراقي وقوات الشرطة الإتحادية .
تملك القوة البرية 500 دبابة قتال 
اشترى العراق الدبابات الأمريكية المذكورة عام 2008 حين شمل عقد الشراء 140 دبابة من هذا النوع وثماني دبابات نجدة و64 آلية مدرعة متوسطة و92 عربة قتالية مدرعة و16 ناقلة مجنزرة ومدرعة للشحنات وثماني آليات مدرعة ومجنزرة أخرى لنقل الجنود. وبلغت قيمة العقد الإجمالية آنذاك 2.2 مليار دولار.
انتهى توريد المعدات العسكرية بناء على العقد المذكور عام 2011. وتعتبر الولايات المتحدة الآن أكبر مورد للمعدات العسكرية إلى العراق.
.
في شهر تشرين الأول 2014 ابرم العراق عقداً مع الولايات المتحدة لشراء ذخائر لدبابته الأمريكية بقيمة 600 مليون دولار ويشمل العقد تجهيز قذائف دبابة عيار 120 تقسم هذه الطلبية إلى 20 ألف قذيفة خارقة للدروع و16 ألف قذيفة خطاطة ذات حشوة جوفاء وعشرة آلاف قذيفة ذات حشوة جوفاء بقدرة أقل من العادية.
في شهر حزيران عام 2014 زار الدكتو سعدون الدليمي وزير الدفاع العراقي وكالة روسيا واجرى مباحثات مع نظيره الروسي واعلن بعد المباحثات عن تعاقد العراق مع روسيا لشراء اسلحة مختلفة تشمل مدافع ومدافع هاون وذخيرة ومن ضمنها 4 راجمات من طرازTOS-1. كما سيشتري العراق من 2الى 3 كتائب من راجمات الصواريخ نوع [غراد] وكمية كبيرة من مدافع الهاون والصواريخ المضادة للدبابات وغيرها ".

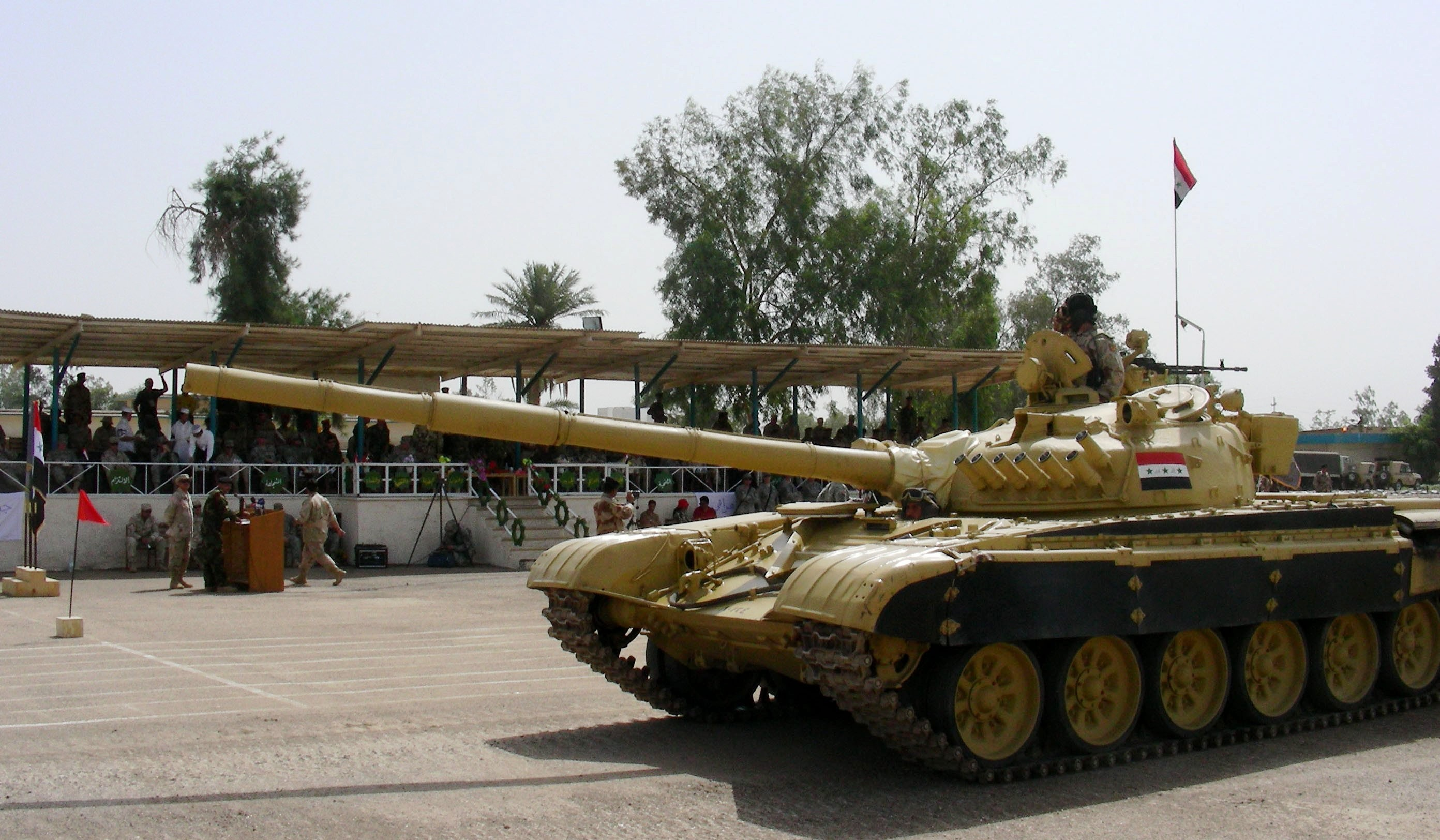
دبابة عراقية من طراز T-72 تمر في استعراض خلال حفل بمناسبة تسلم الكتيبة العراقية الثانية للمسؤولية في معسكر التاجي في مايو 2006.

## العجلات العسكرية القتالية

### الدبابات القتالية الرئيسية

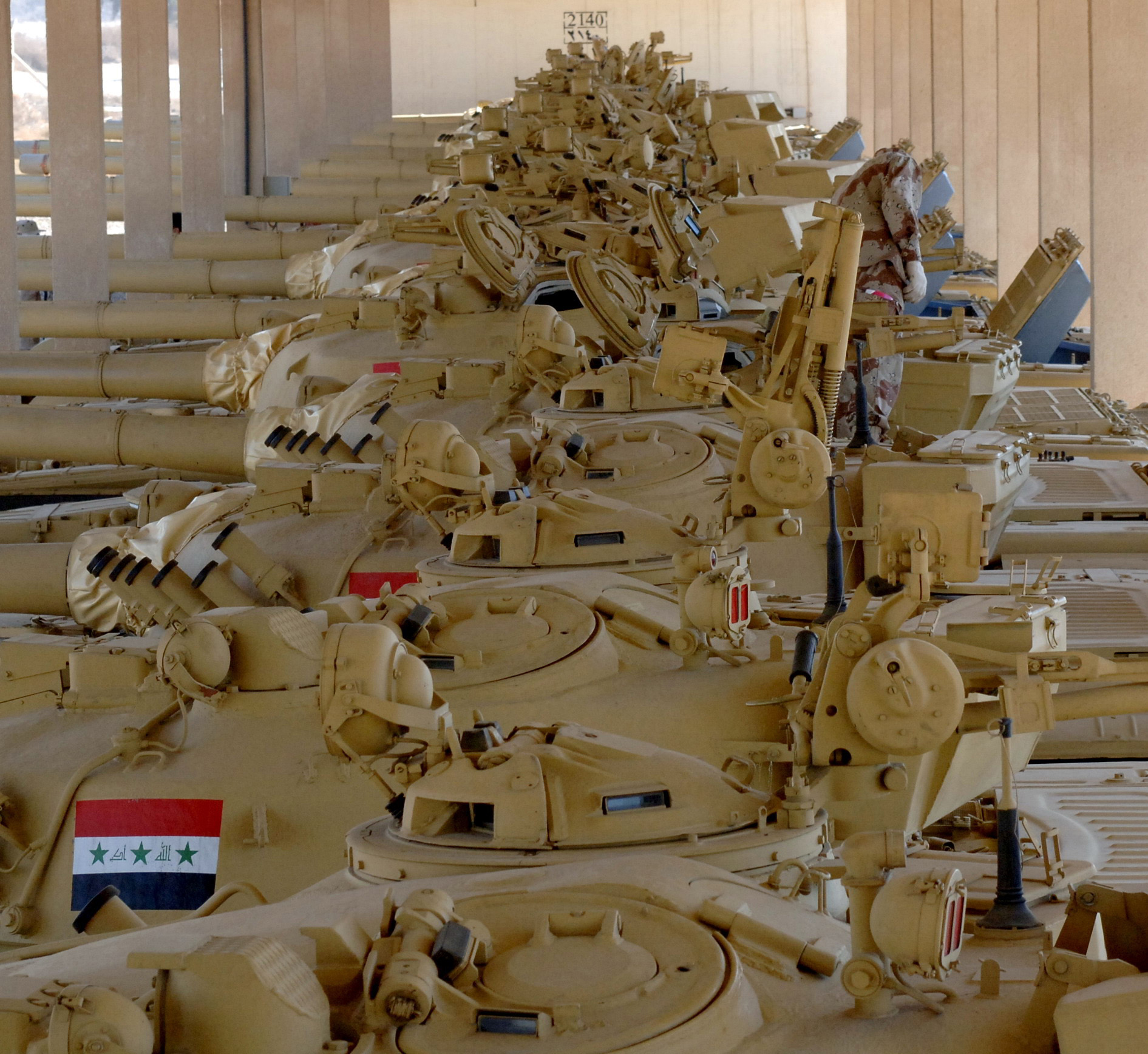
اسد بابل

- تي-55
- تي-72
- أم1 أبرامز
- تايب 59
- تي-90 [92]

### العجلات القتالية المدرعة
- عين جارية
- بي إم بي-1
- بي إم بي-2
- بي إم بي-3
- بي تي أر-دي
- بي تي أر-80
- بي تي أر-90
- EE-9 Cascavel[93]
- إم117
- إم 113
- مدرعة إم تي-إل بي

### العجلات العسكرية
- هامفي
- ناقلات دبابات ثقيلة من نوع (HET)
- شاحنات متوسطة (أوشكوش)
- شاحنات متوسطة دبل كاب (انترناشنال)
- شاحنات نقل متوسطة (دايو)
- سيارات دفع رباعي (فورد)
- سيارات دفع رباعي (جي ام سي)
- M939 Truck
- يو أي زي

### الهاوتزر وقاذفات الصواريخ
- هاوتزر عيار 122 مم، D-30) 2A18)
- 122 mm هاون M1938 (M-30)
- 130 mm مدافع ميدان M1954 (M-46)
- 152 mm هاون M1955 (D-20)
- ام 198
- إم 109 هاوتزر|إم 109 هاوتزر
- TOS-1A [94] وهي عبارة عن راجمة صواريخ تحمل (24) صاروخ بمدى (6) كيلومتر.

## مزيد من القراءة
- Hamdani, Ra’ad. Before History Left Us. Beirut: Arab Scientific Publishers, 2006.
- Tzvi Ofer, 'The Iraqi Army in the Yom Kippur War,' transl. 'Hatzav,' Tel Aviv: Ma'arachot, 1986
- Michael Knights, “Free rein: domestic security forces take over in Iraq,” Jane's Intelligence Review (November 4, 2010), http://www.janes.com/news/security/jir/jir101104_1_n.shtml.
- Loose Ends: Iraq's Security Forces between U.S. Drawdown and Withdrawal (Baghdad/Washington/Brussels: International Crisis Group, October 26, 2010).
- Kevin M. Woods, Williamson Murray, and Thomas Holaday, with Mounir Elkhamri, 'Saddam's War: An Iraqi military perspective of the Iran-Iraq War,' McNair Papers 70, INSS/NDU, Washington DC, 2009.

## وصلات خارجية
- www.365iniraq.com Articles and pictures from an Iraqi Army transition team
- Building Iraqi security forces : hearing before the Subcommittee on National Security, Emerging Threats and International Relations of the Committee on Government Reform, House of Representatives, March 14, 2005
- Rebuilding Iraq: Resource, Security, Governance, Essential Services, and Oversight Issues: United States General Accounting Office Report to Congressional Committees, June, 2004
- Cordesman, Anthony H. : Prepared Statement before the Subcommittee on National Security, Emerging Threats, and International Relations of the Committee on Government Reform, March 14, 2005
- Cordesman, Anthony H., Iraqi Security Forces, Praeger/CSIS, 2006 ISBN 0-275-98908-9
- Cordesman, Anthony H., Iraqi Force Development: A Current Status Report July 2005-February 2006, February 15, 2006
- America's old Humvees add new luster to Iraqi fleet - Christian Science Monitor, March 17, 2008